# Копнин, Алексей Григорьевич
Алексей Григорьевич Копнин (17 декабря 1918, Рыбинск, Московская область — 17 июня 1991, Челябинск) — советский шахматный композитор. Мастер спорта СССР (1957), международный мастер (1975) и международный арбитр (1959) по шахматной композиции. По профессии — товаровед.
С 1946 опубликовал свыше 300 композиций различных жанров. Участник ряда личных чемпионатов СССР (1948—1985), лучшие результаты — 3-е место во 2-м чемпионате по двухходовкам (1948), 3-е место в 11-м чемпионате по трёхходовкам (1973). Участник множества конкурсов шахматной композиции, где удостоен 240 отличий, в том числе 112 призов (из них 50 первых). Рейтинг в Альбомах ФИДЕ на 24 августа 2023 года — 61,61 баллов.
В двухходовке открыл и разработал тему, получившую название «уральской».

## Биография
Родился 17 декабря 1918 года в Рыбинске в семье железнодорожного служащего. С детства был инвалидом по зрению.
В 1939—1941 годах учился в Ленинградском военно-механическом институте. В 1942 году эвакуирован в Казахстан. С 1944 года жил в Свердловске. Работал преподавателем товароведения в кооперативном техникуме. В 1955 году окончил Институт советской торговли, работал преподавателем товароведения промышленных товаров в Свердловском филиале этого института. В 1963 году приехал в Челябинск по приглашению челябинского филиала Института советской торговли, где получил должность старшего преподавателя товароведения промышленных товаров. Скончался 17 июня 1991 года в Челябинске. Похоронен на Успенском кладбище.

## Шахматный путь
Алексей Григорьевич Копнин увлёкся шахматной композицией, занимаясь практической игрой в шахматы. В 1944—1945 годах начал составлять задачи и этюды под руководством свердловских шахматных композиторов Александра Козлова и Владимира Брона. В 1946 году опубликовал свою первую задачу (трёхходового жанра) в журнале «Шахматы в СССР», в 1950 году — первый этюд (в газете «Уральский рабочий»), в 1953 году — первую теоретическую статью «К теории окончаний» в журнале «Шахматы в СССР». В 1956 году впервые выступил в составе сборной страны в матче СССР—Голландия. В 1957 году присвоено звание мастера спорта СССР по шахматной композиции, в 1959 году — международного арбитра по шахматной композиции.
После переезда в Челябинск в 1963—1985 годах возглавлял комиссию по шахматной композиции в челябинской областной шахматной федерации. В 1964—1985 годах — почётный член всероссийской комиссии по шахматной композиции. В 1964—1979 годах редактировал раздел шахматной композиции в рубрике «Шахматы» газеты «Челябинский рабочий». В Челябинске под руководством Алексея Копнина проводились областные конкурсы составления и решения задач и этюдов. Постепенно сложилась команда челябинских шахматных композиторов, которую он возглавил. В 1964-86 годах команда челябинской области становилась призёром в первенствах РСФСР (2-е и дважды 3-е места). Алексей Копнин участвовал в девяти командных первенствах РСФСР, а также был членом сборной команды СССР, консультантом по шахматной композиции, главным судьёй международных конкурсов. Принимал участие в подготовке ряда шахматных книг — «В помощь шахматисту» (1951), «Галерея шахматных этюдистов» (1968), «Пермь шахматная» (1984), «Шахматы в Челябинске» (1985). В 1975 году присвоено звание международного мастера по шахматной композиции.
За 45-летний период творчества опубликовал около 330 композиций разных жанров. Завоевал около 240 отличий, в том числе 125 призовых (из них 50 — первых). Многократный финалист личных чемпионатов СССР:
- 2-й чемпионат (1948) — 3-е место (двухходовки),
- 3-й (1952) — 4-е (двухходовки),
- 4-й (1955) — 8-е (двухходовки), 7—8-е (этюды),
- 5-й (1959) — 8—9 (трёхходовки), 15-е (этюды),
- 6-й (1962) — 10-е (двухходовки), 6-е (трёхходовки), 8—9-е (многоходовки),
- 7-й (1965) — 14—15-е (трёхходовки), 9-е (многоходовки), 14-е (этюды),
- 8-й (1967) — 10-е (многоходовки), 18-е (этюды),
- 10-й (1971) — 6-е (многоходовки), 8-е (этюды),
- 11-й (1973) — 6-е (двухходовки), 3-е (трёхходовки), 6—8-е (многоходовки), 11—12-е (этюды),
- 12-й (1976) — 5-е (многоходовки),
- 15-й (1984) — 4-е (трёхходовки), 10-е (этюды),
- 16-й (1985) — 10-е (многоходовки), 6-е (этюды),
- 18-й (1989) — 9-е (этюды)
- 19-й (1992) — 14—15-е (этюды).

Многие произведения Алексея Копнина вошли в «золотой фонд» шахмат. 60 его задач и этюдов включены в Альбомы ФИДЕ, набрано 61,61 балла.
Алексей Копнин является первооткрывателем и разработчиком темы в двухходовке, получившей название «уральской» — сочетание чёрной коррекции (см. тема коррекции) и комбинаций в попытках (антидуалей) с блокированием свободного поля у чёрного короля (тема Стокки-2).

## Избранное творчество

### Двухходовые задачи
|   | a | b | c | d | e | f | g | h |   |
| - | --- | --- | --- | --- | --- | --- | --- | --- | - |
| 8 | c8 чёрный слон · f8 чёрный ферзь · a7 белый король · c7 белая пешка · e7 чёрная пешка · a6 чёрная пешка · e6 чёрная ладья · f6 чёрный конь · c5 белый ферзь · d5 белый слон · h5 белая ладья · d4 чёрная ладья · f4 чёрный король · g4 чёрная пешка · d3 чёрная пешка · e3 чёрный слон · g3 белая ладья · h3 белая пешка · f2 белая пешка · h2 белая пешка | c8 чёрный слон · f8 чёрный ферзь · a7 белый король · c7 белая пешка · e7 чёрная пешка · a6 чёрная пешка · e6 чёрная ладья · f6 чёрный конь · c5 белый ферзь · d5 белый слон · h5 белая ладья · d4 чёрная ладья · f4 чёрный король · g4 чёрная пешка · d3 чёрная пешка · e3 чёрный слон · g3 белая ладья · h3 белая пешка · f2 белая пешка · h2 белая пешка | c8 чёрный слон · f8 чёрный ферзь · a7 белый король · c7 белая пешка · e7 чёрная пешка · a6 чёрная пешка · e6 чёрная ладья · f6 чёрный конь · c5 белый ферзь · d5 белый слон · h5 белая ладья · d4 чёрная ладья · f4 чёрный король · g4 чёрная пешка · d3 чёрная пешка · e3 чёрный слон · g3 белая ладья · h3 белая пешка · f2 белая пешка · h2 белая пешка | c8 чёрный слон · f8 чёрный ферзь · a7 белый король · c7 белая пешка · e7 чёрная пешка · a6 чёрная пешка · e6 чёрная ладья · f6 чёрный конь · c5 белый ферзь · d5 белый слон · h5 белая ладья · d4 чёрная ладья · f4 чёрный король · g4 чёрная пешка · d3 чёрная пешка · e3 чёрный слон · g3 белая ладья · h3 белая пешка · f2 белая пешка · h2 белая пешка | c8 чёрный слон · f8 чёрный ферзь · a7 белый король · c7 белая пешка · e7 чёрная пешка · a6 чёрная пешка · e6 чёрная ладья · f6 чёрный конь · c5 белый ферзь · d5 белый слон · h5 белая ладья · d4 чёрная ладья · f4 чёрный король · g4 чёрная пешка · d3 чёрная пешка · e3 чёрный слон · g3 белая ладья · h3 белая пешка · f2 белая пешка · h2 белая пешка | c8 чёрный слон · f8 чёрный ферзь · a7 белый король · c7 белая пешка · e7 чёрная пешка · a6 чёрная пешка · e6 чёрная ладья · f6 чёрный конь · c5 белый ферзь · d5 белый слон · h5 белая ладья · d4 чёрная ладья · f4 чёрный король · g4 чёрная пешка · d3 чёрная пешка · e3 чёрный слон · g3 белая ладья · h3 белая пешка · f2 белая пешка · h2 белая пешка | c8 чёрный слон · f8 чёрный ферзь · a7 белый король · c7 белая пешка · e7 чёрная пешка · a6 чёрная пешка · e6 чёрная ладья · f6 чёрный конь · c5 белый ферзь · d5 белый слон · h5 белая ладья · d4 чёрная ладья · f4 чёрный король · g4 чёрная пешка · d3 чёрная пешка · e3 чёрный слон · g3 белая ладья · h3 белая пешка · f2 белая пешка · h2 белая пешка | c8 чёрный слон · f8 чёрный ферзь · a7 белый король · c7 белая пешка · e7 чёрная пешка · a6 чёрная пешка · e6 чёрная ладья · f6 чёрный конь · c5 белый ферзь · d5 белый слон · h5 белая ладья · d4 чёрная ладья · f4 чёрный король · g4 чёрная пешка · d3 чёрная пешка · e3 чёрный слон · g3 белая ладья · h3 белая пешка · f2 белая пешка · h2 белая пешка | 8 |
| 7 | c8 чёрный слон · f8 чёрный ферзь · a7 белый король · c7 белая пешка · e7 чёрная пешка · a6 чёрная пешка · e6 чёрная ладья · f6 чёрный конь · c5 белый ферзь · d5 белый слон · h5 белая ладья · d4 чёрная ладья · f4 чёрный король · g4 чёрная пешка · d3 чёрная пешка · e3 чёрный слон · g3 белая ладья · h3 белая пешка · f2 белая пешка · h2 белая пешка | c8 чёрный слон · f8 чёрный ферзь · a7 белый король · c7 белая пешка · e7 чёрная пешка · a6 чёрная пешка · e6 чёрная ладья · f6 чёрный конь · c5 белый ферзь · d5 белый слон · h5 белая ладья · d4 чёрная ладья · f4 чёрный король · g4 чёрная пешка · d3 чёрная пешка · e3 чёрный слон · g3 белая ладья · h3 белая пешка · f2 белая пешка · h2 белая пешка | c8 чёрный слон · f8 чёрный ферзь · a7 белый король · c7 белая пешка · e7 чёрная пешка · a6 чёрная пешка · e6 чёрная ладья · f6 чёрный конь · c5 белый ферзь · d5 белый слон · h5 белая ладья · d4 чёрная ладья · f4 чёрный король · g4 чёрная пешка · d3 чёрная пешка · e3 чёрный слон · g3 белая ладья · h3 белая пешка · f2 белая пешка · h2 белая пешка | c8 чёрный слон · f8 чёрный ферзь · a7 белый король · c7 белая пешка · e7 чёрная пешка · a6 чёрная пешка · e6 чёрная ладья · f6 чёрный конь · c5 белый ферзь · d5 белый слон · h5 белая ладья · d4 чёрная ладья · f4 чёрный король · g4 чёрная пешка · d3 чёрная пешка · e3 чёрный слон · g3 белая ладья · h3 белая пешка · f2 белая пешка · h2 белая пешка | c8 чёрный слон · f8 чёрный ферзь · a7 белый король · c7 белая пешка · e7 чёрная пешка · a6 чёрная пешка · e6 чёрная ладья · f6 чёрный конь · c5 белый ферзь · d5 белый слон · h5 белая ладья · d4 чёрная ладья · f4 чёрный король · g4 чёрная пешка · d3 чёрная пешка · e3 чёрный слон · g3 белая ладья · h3 белая пешка · f2 белая пешка · h2 белая пешка | c8 чёрный слон · f8 чёрный ферзь · a7 белый король · c7 белая пешка · e7 чёрная пешка · a6 чёрная пешка · e6 чёрная ладья · f6 чёрный конь · c5 белый ферзь · d5 белый слон · h5 белая ладья · d4 чёрная ладья · f4 чёрный король · g4 чёрная пешка · d3 чёрная пешка · e3 чёрный слон · g3 белая ладья · h3 белая пешка · f2 белая пешка · h2 белая пешка | c8 чёрный слон · f8 чёрный ферзь · a7 белый король · c7 белая пешка · e7 чёрная пешка · a6 чёрная пешка · e6 чёрная ладья · f6 чёрный конь · c5 белый ферзь · d5 белый слон · h5 белая ладья · d4 чёрная ладья · f4 чёрный король · g4 чёрная пешка · d3 чёрная пешка · e3 чёрный слон · g3 белая ладья · h3 белая пешка · f2 белая пешка · h2 белая пешка | c8 чёрный слон · f8 чёрный ферзь · a7 белый король · c7 белая пешка · e7 чёрная пешка · a6 чёрная пешка · e6 чёрная ладья · f6 чёрный конь · c5 белый ферзь · d5 белый слон · h5 белая ладья · d4 чёрная ладья · f4 чёрный король · g4 чёрная пешка · d3 чёрная пешка · e3 чёрный слон · g3 белая ладья · h3 белая пешка · f2 белая пешка · h2 белая пешка | 7 |
| 6 | c8 чёрный слон · f8 чёрный ферзь · a7 белый король · c7 белая пешка · e7 чёрная пешка · a6 чёрная пешка · e6 чёрная ладья · f6 чёрный конь · c5 белый ферзь · d5 белый слон · h5 белая ладья · d4 чёрная ладья · f4 чёрный король · g4 чёрная пешка · d3 чёрная пешка · e3 чёрный слон · g3 белая ладья · h3 белая пешка · f2 белая пешка · h2 белая пешка | c8 чёрный слон · f8 чёрный ферзь · a7 белый король · c7 белая пешка · e7 чёрная пешка · a6 чёрная пешка · e6 чёрная ладья · f6 чёрный конь · c5 белый ферзь · d5 белый слон · h5 белая ладья · d4 чёрная ладья · f4 чёрный король · g4 чёрная пешка · d3 чёрная пешка · e3 чёрный слон · g3 белая ладья · h3 белая пешка · f2 белая пешка · h2 белая пешка | c8 чёрный слон · f8 чёрный ферзь · a7 белый король · c7 белая пешка · e7 чёрная пешка · a6 чёрная пешка · e6 чёрная ладья · f6 чёрный конь · c5 белый ферзь · d5 белый слон · h5 белая ладья · d4 чёрная ладья · f4 чёрный король · g4 чёрная пешка · d3 чёрная пешка · e3 чёрный слон · g3 белая ладья · h3 белая пешка · f2 белая пешка · h2 белая пешка | c8 чёрный слон · f8 чёрный ферзь · a7 белый король · c7 белая пешка · e7 чёрная пешка · a6 чёрная пешка · e6 чёрная ладья · f6 чёрный конь · c5 белый ферзь · d5 белый слон · h5 белая ладья · d4 чёрная ладья · f4 чёрный король · g4 чёрная пешка · d3 чёрная пешка · e3 чёрный слон · g3 белая ладья · h3 белая пешка · f2 белая пешка · h2 белая пешка | c8 чёрный слон · f8 чёрный ферзь · a7 белый король · c7 белая пешка · e7 чёрная пешка · a6 чёрная пешка · e6 чёрная ладья · f6 чёрный конь · c5 белый ферзь · d5 белый слон · h5 белая ладья · d4 чёрная ладья · f4 чёрный король · g4 чёрная пешка · d3 чёрная пешка · e3 чёрный слон · g3 белая ладья · h3 белая пешка · f2 белая пешка · h2 белая пешка | c8 чёрный слон · f8 чёрный ферзь · a7 белый король · c7 белая пешка · e7 чёрная пешка · a6 чёрная пешка · e6 чёрная ладья · f6 чёрный конь · c5 белый ферзь · d5 белый слон · h5 белая ладья · d4 чёрная ладья · f4 чёрный король · g4 чёрная пешка · d3 чёрная пешка · e3 чёрный слон · g3 белая ладья · h3 белая пешка · f2 белая пешка · h2 белая пешка | c8 чёрный слон · f8 чёрный ферзь · a7 белый король · c7 белая пешка · e7 чёрная пешка · a6 чёрная пешка · e6 чёрная ладья · f6 чёрный конь · c5 белый ферзь · d5 белый слон · h5 белая ладья · d4 чёрная ладья · f4 чёрный король · g4 чёрная пешка · d3 чёрная пешка · e3 чёрный слон · g3 белая ладья · h3 белая пешка · f2 белая пешка · h2 белая пешка | c8 чёрный слон · f8 чёрный ферзь · a7 белый король · c7 белая пешка · e7 чёрная пешка · a6 чёрная пешка · e6 чёрная ладья · f6 чёрный конь · c5 белый ферзь · d5 белый слон · h5 белая ладья · d4 чёрная ладья · f4 чёрный король · g4 чёрная пешка · d3 чёрная пешка · e3 чёрный слон · g3 белая ладья · h3 белая пешка · f2 белая пешка · h2 белая пешка | 6 |
| 5 | c8 чёрный слон · f8 чёрный ферзь · a7 белый король · c7 белая пешка · e7 чёрная пешка · a6 чёрная пешка · e6 чёрная ладья · f6 чёрный конь · c5 белый ферзь · d5 белый слон · h5 белая ладья · d4 чёрная ладья · f4 чёрный король · g4 чёрная пешка · d3 чёрная пешка · e3 чёрный слон · g3 белая ладья · h3 белая пешка · f2 белая пешка · h2 белая пешка | c8 чёрный слон · f8 чёрный ферзь · a7 белый король · c7 белая пешка · e7 чёрная пешка · a6 чёрная пешка · e6 чёрная ладья · f6 чёрный конь · c5 белый ферзь · d5 белый слон · h5 белая ладья · d4 чёрная ладья · f4 чёрный король · g4 чёрная пешка · d3 чёрная пешка · e3 чёрный слон · g3 белая ладья · h3 белая пешка · f2 белая пешка · h2 белая пешка | c8 чёрный слон · f8 чёрный ферзь · a7 белый король · c7 белая пешка · e7 чёрная пешка · a6 чёрная пешка · e6 чёрная ладья · f6 чёрный конь · c5 белый ферзь · d5 белый слон · h5 белая ладья · d4 чёрная ладья · f4 чёрный король · g4 чёрная пешка · d3 чёрная пешка · e3 чёрный слон · g3 белая ладья · h3 белая пешка · f2 белая пешка · h2 белая пешка | c8 чёрный слон · f8 чёрный ферзь · a7 белый король · c7 белая пешка · e7 чёрная пешка · a6 чёрная пешка · e6 чёрная ладья · f6 чёрный конь · c5 белый ферзь · d5 белый слон · h5 белая ладья · d4 чёрная ладья · f4 чёрный король · g4 чёрная пешка · d3 чёрная пешка · e3 чёрный слон · g3 белая ладья · h3 белая пешка · f2 белая пешка · h2 белая пешка | c8 чёрный слон · f8 чёрный ферзь · a7 белый король · c7 белая пешка · e7 чёрная пешка · a6 чёрная пешка · e6 чёрная ладья · f6 чёрный конь · c5 белый ферзь · d5 белый слон · h5 белая ладья · d4 чёрная ладья · f4 чёрный король · g4 чёрная пешка · d3 чёрная пешка · e3 чёрный слон · g3 белая ладья · h3 белая пешка · f2 белая пешка · h2 белая пешка | c8 чёрный слон · f8 чёрный ферзь · a7 белый король · c7 белая пешка · e7 чёрная пешка · a6 чёрная пешка · e6 чёрная ладья · f6 чёрный конь · c5 белый ферзь · d5 белый слон · h5 белая ладья · d4 чёрная ладья · f4 чёрный король · g4 чёрная пешка · d3 чёрная пешка · e3 чёрный слон · g3 белая ладья · h3 белая пешка · f2 белая пешка · h2 белая пешка | c8 чёрный слон · f8 чёрный ферзь · a7 белый король · c7 белая пешка · e7 чёрная пешка · a6 чёрная пешка · e6 чёрная ладья · f6 чёрный конь · c5 белый ферзь · d5 белый слон · h5 белая ладья · d4 чёрная ладья · f4 чёрный король · g4 чёрная пешка · d3 чёрная пешка · e3 чёрный слон · g3 белая ладья · h3 белая пешка · f2 белая пешка · h2 белая пешка | c8 чёрный слон · f8 чёрный ферзь · a7 белый король · c7 белая пешка · e7 чёрная пешка · a6 чёрная пешка · e6 чёрная ладья · f6 чёрный конь · c5 белый ферзь · d5 белый слон · h5 белая ладья · d4 чёрная ладья · f4 чёрный король · g4 чёрная пешка · d3 чёрная пешка · e3 чёрный слон · g3 белая ладья · h3 белая пешка · f2 белая пешка · h2 белая пешка | 5 |
| 4 | c8 чёрный слон · f8 чёрный ферзь · a7 белый король · c7 белая пешка · e7 чёрная пешка · a6 чёрная пешка · e6 чёрная ладья · f6 чёрный конь · c5 белый ферзь · d5 белый слон · h5 белая ладья · d4 чёрная ладья · f4 чёрный король · g4 чёрная пешка · d3 чёрная пешка · e3 чёрный слон · g3 белая ладья · h3 белая пешка · f2 белая пешка · h2 белая пешка | c8 чёрный слон · f8 чёрный ферзь · a7 белый король · c7 белая пешка · e7 чёрная пешка · a6 чёрная пешка · e6 чёрная ладья · f6 чёрный конь · c5 белый ферзь · d5 белый слон · h5 белая ладья · d4 чёрная ладья · f4 чёрный король · g4 чёрная пешка · d3 чёрная пешка · e3 чёрный слон · g3 белая ладья · h3 белая пешка · f2 белая пешка · h2 белая пешка | c8 чёрный слон · f8 чёрный ферзь · a7 белый король · c7 белая пешка · e7 чёрная пешка · a6 чёрная пешка · e6 чёрная ладья · f6 чёрный конь · c5 белый ферзь · d5 белый слон · h5 белая ладья · d4 чёрная ладья · f4 чёрный король · g4 чёрная пешка · d3 чёрная пешка · e3 чёрный слон · g3 белая ладья · h3 белая пешка · f2 белая пешка · h2 белая пешка | c8 чёрный слон · f8 чёрный ферзь · a7 белый король · c7 белая пешка · e7 чёрная пешка · a6 чёрная пешка · e6 чёрная ладья · f6 чёрный конь · c5 белый ферзь · d5 белый слон · h5 белая ладья · d4 чёрная ладья · f4 чёрный король · g4 чёрная пешка · d3 чёрная пешка · e3 чёрный слон · g3 белая ладья · h3 белая пешка · f2 белая пешка · h2 белая пешка | c8 чёрный слон · f8 чёрный ферзь · a7 белый король · c7 белая пешка · e7 чёрная пешка · a6 чёрная пешка · e6 чёрная ладья · f6 чёрный конь · c5 белый ферзь · d5 белый слон · h5 белая ладья · d4 чёрная ладья · f4 чёрный король · g4 чёрная пешка · d3 чёрная пешка · e3 чёрный слон · g3 белая ладья · h3 белая пешка · f2 белая пешка · h2 белая пешка | c8 чёрный слон · f8 чёрный ферзь · a7 белый король · c7 белая пешка · e7 чёрная пешка · a6 чёрная пешка · e6 чёрная ладья · f6 чёрный конь · c5 белый ферзь · d5 белый слон · h5 белая ладья · d4 чёрная ладья · f4 чёрный король · g4 чёрная пешка · d3 чёрная пешка · e3 чёрный слон · g3 белая ладья · h3 белая пешка · f2 белая пешка · h2 белая пешка | c8 чёрный слон · f8 чёрный ферзь · a7 белый король · c7 белая пешка · e7 чёрная пешка · a6 чёрная пешка · e6 чёрная ладья · f6 чёрный конь · c5 белый ферзь · d5 белый слон · h5 белая ладья · d4 чёрная ладья · f4 чёрный король · g4 чёрная пешка · d3 чёрная пешка · e3 чёрный слон · g3 белая ладья · h3 белая пешка · f2 белая пешка · h2 белая пешка | c8 чёрный слон · f8 чёрный ферзь · a7 белый король · c7 белая пешка · e7 чёрная пешка · a6 чёрная пешка · e6 чёрная ладья · f6 чёрный конь · c5 белый ферзь · d5 белый слон · h5 белая ладья · d4 чёрная ладья · f4 чёрный король · g4 чёрная пешка · d3 чёрная пешка · e3 чёрный слон · g3 белая ладья · h3 белая пешка · f2 белая пешка · h2 белая пешка | 4 |
| 3 | c8 чёрный слон · f8 чёрный ферзь · a7 белый король · c7 белая пешка · e7 чёрная пешка · a6 чёрная пешка · e6 чёрная ладья · f6 чёрный конь · c5 белый ферзь · d5 белый слон · h5 белая ладья · d4 чёрная ладья · f4 чёрный король · g4 чёрная пешка · d3 чёрная пешка · e3 чёрный слон · g3 белая ладья · h3 белая пешка · f2 белая пешка · h2 белая пешка | c8 чёрный слон · f8 чёрный ферзь · a7 белый король · c7 белая пешка · e7 чёрная пешка · a6 чёрная пешка · e6 чёрная ладья · f6 чёрный конь · c5 белый ферзь · d5 белый слон · h5 белая ладья · d4 чёрная ладья · f4 чёрный король · g4 чёрная пешка · d3 чёрная пешка · e3 чёрный слон · g3 белая ладья · h3 белая пешка · f2 белая пешка · h2 белая пешка | c8 чёрный слон · f8 чёрный ферзь · a7 белый король · c7 белая пешка · e7 чёрная пешка · a6 чёрная пешка · e6 чёрная ладья · f6 чёрный конь · c5 белый ферзь · d5 белый слон · h5 белая ладья · d4 чёрная ладья · f4 чёрный король · g4 чёрная пешка · d3 чёрная пешка · e3 чёрный слон · g3 белая ладья · h3 белая пешка · f2 белая пешка · h2 белая пешка | c8 чёрный слон · f8 чёрный ферзь · a7 белый король · c7 белая пешка · e7 чёрная пешка · a6 чёрная пешка · e6 чёрная ладья · f6 чёрный конь · c5 белый ферзь · d5 белый слон · h5 белая ладья · d4 чёрная ладья · f4 чёрный король · g4 чёрная пешка · d3 чёрная пешка · e3 чёрный слон · g3 белая ладья · h3 белая пешка · f2 белая пешка · h2 белая пешка | c8 чёрный слон · f8 чёрный ферзь · a7 белый король · c7 белая пешка · e7 чёрная пешка · a6 чёрная пешка · e6 чёрная ладья · f6 чёрный конь · c5 белый ферзь · d5 белый слон · h5 белая ладья · d4 чёрная ладья · f4 чёрный король · g4 чёрная пешка · d3 чёрная пешка · e3 чёрный слон · g3 белая ладья · h3 белая пешка · f2 белая пешка · h2 белая пешка | c8 чёрный слон · f8 чёрный ферзь · a7 белый король · c7 белая пешка · e7 чёрная пешка · a6 чёрная пешка · e6 чёрная ладья · f6 чёрный конь · c5 белый ферзь · d5 белый слон · h5 белая ладья · d4 чёрная ладья · f4 чёрный король · g4 чёрная пешка · d3 чёрная пешка · e3 чёрный слон · g3 белая ладья · h3 белая пешка · f2 белая пешка · h2 белая пешка | c8 чёрный слон · f8 чёрный ферзь · a7 белый король · c7 белая пешка · e7 чёрная пешка · a6 чёрная пешка · e6 чёрная ладья · f6 чёрный конь · c5 белый ферзь · d5 белый слон · h5 белая ладья · d4 чёрная ладья · f4 чёрный король · g4 чёрная пешка · d3 чёрная пешка · e3 чёрный слон · g3 белая ладья · h3 белая пешка · f2 белая пешка · h2 белая пешка | c8 чёрный слон · f8 чёрный ферзь · a7 белый король · c7 белая пешка · e7 чёрная пешка · a6 чёрная пешка · e6 чёрная ладья · f6 чёрный конь · c5 белый ферзь · d5 белый слон · h5 белая ладья · d4 чёрная ладья · f4 чёрный король · g4 чёрная пешка · d3 чёрная пешка · e3 чёрный слон · g3 белая ладья · h3 белая пешка · f2 белая пешка · h2 белая пешка | 3 |
| 2 | c8 чёрный слон · f8 чёрный ферзь · a7 белый король · c7 белая пешка · e7 чёрная пешка · a6 чёрная пешка · e6 чёрная ладья · f6 чёрный конь · c5 белый ферзь · d5 белый слон · h5 белая ладья · d4 чёрная ладья · f4 чёрный король · g4 чёрная пешка · d3 чёрная пешка · e3 чёрный слон · g3 белая ладья · h3 белая пешка · f2 белая пешка · h2 белая пешка | c8 чёрный слон · f8 чёрный ферзь · a7 белый король · c7 белая пешка · e7 чёрная пешка · a6 чёрная пешка · e6 чёрная ладья · f6 чёрный конь · c5 белый ферзь · d5 белый слон · h5 белая ладья · d4 чёрная ладья · f4 чёрный король · g4 чёрная пешка · d3 чёрная пешка · e3 чёрный слон · g3 белая ладья · h3 белая пешка · f2 белая пешка · h2 белая пешка | c8 чёрный слон · f8 чёрный ферзь · a7 белый король · c7 белая пешка · e7 чёрная пешка · a6 чёрная пешка · e6 чёрная ладья · f6 чёрный конь · c5 белый ферзь · d5 белый слон · h5 белая ладья · d4 чёрная ладья · f4 чёрный король · g4 чёрная пешка · d3 чёрная пешка · e3 чёрный слон · g3 белая ладья · h3 белая пешка · f2 белая пешка · h2 белая пешка | c8 чёрный слон · f8 чёрный ферзь · a7 белый король · c7 белая пешка · e7 чёрная пешка · a6 чёрная пешка · e6 чёрная ладья · f6 чёрный конь · c5 белый ферзь · d5 белый слон · h5 белая ладья · d4 чёрная ладья · f4 чёрный король · g4 чёрная пешка · d3 чёрная пешка · e3 чёрный слон · g3 белая ладья · h3 белая пешка · f2 белая пешка · h2 белая пешка | c8 чёрный слон · f8 чёрный ферзь · a7 белый король · c7 белая пешка · e7 чёрная пешка · a6 чёрная пешка · e6 чёрная ладья · f6 чёрный конь · c5 белый ферзь · d5 белый слон · h5 белая ладья · d4 чёрная ладья · f4 чёрный король · g4 чёрная пешка · d3 чёрная пешка · e3 чёрный слон · g3 белая ладья · h3 белая пешка · f2 белая пешка · h2 белая пешка | c8 чёрный слон · f8 чёрный ферзь · a7 белый король · c7 белая пешка · e7 чёрная пешка · a6 чёрная пешка · e6 чёрная ладья · f6 чёрный конь · c5 белый ферзь · d5 белый слон · h5 белая ладья · d4 чёрная ладья · f4 чёрный король · g4 чёрная пешка · d3 чёрная пешка · e3 чёрный слон · g3 белая ладья · h3 белая пешка · f2 белая пешка · h2 белая пешка | c8 чёрный слон · f8 чёрный ферзь · a7 белый король · c7 белая пешка · e7 чёрная пешка · a6 чёрная пешка · e6 чёрная ладья · f6 чёрный конь · c5 белый ферзь · d5 белый слон · h5 белая ладья · d4 чёрная ладья · f4 чёрный король · g4 чёрная пешка · d3 чёрная пешка · e3 чёрный слон · g3 белая ладья · h3 белая пешка · f2 белая пешка · h2 белая пешка | c8 чёрный слон · f8 чёрный ферзь · a7 белый король · c7 белая пешка · e7 чёрная пешка · a6 чёрная пешка · e6 чёрная ладья · f6 чёрный конь · c5 белый ферзь · d5 белый слон · h5 белая ладья · d4 чёрная ладья · f4 чёрный король · g4 чёрная пешка · d3 чёрная пешка · e3 чёрный слон · g3 белая ладья · h3 белая пешка · f2 белая пешка · h2 белая пешка | 2 |
| 1 | c8 чёрный слон · f8 чёрный ферзь · a7 белый король · c7 белая пешка · e7 чёрная пешка · a6 чёрная пешка · e6 чёрная ладья · f6 чёрный конь · c5 белый ферзь · d5 белый слон · h5 белая ладья · d4 чёрная ладья · f4 чёрный король · g4 чёрная пешка · d3 чёрная пешка · e3 чёрный слон · g3 белая ладья · h3 белая пешка · f2 белая пешка · h2 белая пешка | c8 чёрный слон · f8 чёрный ферзь · a7 белый король · c7 белая пешка · e7 чёрная пешка · a6 чёрная пешка · e6 чёрная ладья · f6 чёрный конь · c5 белый ферзь · d5 белый слон · h5 белая ладья · d4 чёрная ладья · f4 чёрный король · g4 чёрная пешка · d3 чёрная пешка · e3 чёрный слон · g3 белая ладья · h3 белая пешка · f2 белая пешка · h2 белая пешка | c8 чёрный слон · f8 чёрный ферзь · a7 белый король · c7 белая пешка · e7 чёрная пешка · a6 чёрная пешка · e6 чёрная ладья · f6 чёрный конь · c5 белый ферзь · d5 белый слон · h5 белая ладья · d4 чёрная ладья · f4 чёрный король · g4 чёрная пешка · d3 чёрная пешка · e3 чёрный слон · g3 белая ладья · h3 белая пешка · f2 белая пешка · h2 белая пешка | c8 чёрный слон · f8 чёрный ферзь · a7 белый король · c7 белая пешка · e7 чёрная пешка · a6 чёрная пешка · e6 чёрная ладья · f6 чёрный конь · c5 белый ферзь · d5 белый слон · h5 белая ладья · d4 чёрная ладья · f4 чёрный король · g4 чёрная пешка · d3 чёрная пешка · e3 чёрный слон · g3 белая ладья · h3 белая пешка · f2 белая пешка · h2 белая пешка | c8 чёрный слон · f8 чёрный ферзь · a7 белый король · c7 белая пешка · e7 чёрная пешка · a6 чёрная пешка · e6 чёрная ладья · f6 чёрный конь · c5 белый ферзь · d5 белый слон · h5 белая ладья · d4 чёрная ладья · f4 чёрный король · g4 чёрная пешка · d3 чёрная пешка · e3 чёрный слон · g3 белая ладья · h3 белая пешка · f2 белая пешка · h2 белая пешка | c8 чёрный слон · f8 чёрный ферзь · a7 белый король · c7 белая пешка · e7 чёрная пешка · a6 чёрная пешка · e6 чёрная ладья · f6 чёрный конь · c5 белый ферзь · d5 белый слон · h5 белая ладья · d4 чёрная ладья · f4 чёрный король · g4 чёрная пешка · d3 чёрная пешка · e3 чёрный слон · g3 белая ладья · h3 белая пешка · f2 белая пешка · h2 белая пешка | c8 чёрный слон · f8 чёрный ферзь · a7 белый король · c7 белая пешка · e7 чёрная пешка · a6 чёрная пешка · e6 чёрная ладья · f6 чёрный конь · c5 белый ферзь · d5 белый слон · h5 белая ладья · d4 чёрная ладья · f4 чёрный король · g4 чёрная пешка · d3 чёрная пешка · e3 чёрный слон · g3 белая ладья · h3 белая пешка · f2 белая пешка · h2 белая пешка | c8 чёрный слон · f8 чёрный ферзь · a7 белый король · c7 белая пешка · e7 чёрная пешка · a6 чёрная пешка · e6 чёрная ладья · f6 чёрный конь · c5 белый ферзь · d5 белый слон · h5 белая ладья · d4 чёрная ладья · f4 чёрный король · g4 чёрная пешка · d3 чёрная пешка · e3 чёрный слон · g3 белая ладья · h3 белая пешка · f2 белая пешка · h2 белая пешка | 1 |
|   | a | b | c | d | e | f | g | h |   |

1.Ce4! (угроза 2.Фf5#)

1...K~ 2.Л:g4#

1...K:e4! 2.fe# (2.Фg5? 2.Лf5?)

1...Лe~ 2.Л:g4#

1...Лe: e4! 2.Фg5# (2.fe? 2.Лf5?)

1...Лd~ 2.Ф:e3#

1...Лd: e4! 2.Лf5# (2.fe? 2.Фg5?)
Уральская тема с тремя корректирующими ходами чёрных фигур.
|   | a | b | c | d | e | f | g | h |   |
| - | --- | --- | --- | --- | --- | --- | --- | --- | - |
| 8 | a8 чёрный конь · b8 белая ладья · d8 чёрная ладья · e8 белый слон · c7 белая пешка · d7 белая пешка · e7 белая пешка · f7 белый конь · a6 чёрный слон · b6 чёрный слон · c6 чёрный король · e6 белый конь · b5 чёрная пешка · e5 чёрная пешка · b4 чёрная пешка · e4 белая пешка · g4 чёрный конь · h4 чёрный ферзь · b3 белый король · d3 белая пешка · e3 чёрная пешка · h2 белый слон | a8 чёрный конь · b8 белая ладья · d8 чёрная ладья · e8 белый слон · c7 белая пешка · d7 белая пешка · e7 белая пешка · f7 белый конь · a6 чёрный слон · b6 чёрный слон · c6 чёрный король · e6 белый конь · b5 чёрная пешка · e5 чёрная пешка · b4 чёрная пешка · e4 белая пешка · g4 чёрный конь · h4 чёрный ферзь · b3 белый король · d3 белая пешка · e3 чёрная пешка · h2 белый слон | a8 чёрный конь · b8 белая ладья · d8 чёрная ладья · e8 белый слон · c7 белая пешка · d7 белая пешка · e7 белая пешка · f7 белый конь · a6 чёрный слон · b6 чёрный слон · c6 чёрный король · e6 белый конь · b5 чёрная пешка · e5 чёрная пешка · b4 чёрная пешка · e4 белая пешка · g4 чёрный конь · h4 чёрный ферзь · b3 белый король · d3 белая пешка · e3 чёрная пешка · h2 белый слон | a8 чёрный конь · b8 белая ладья · d8 чёрная ладья · e8 белый слон · c7 белая пешка · d7 белая пешка · e7 белая пешка · f7 белый конь · a6 чёрный слон · b6 чёрный слон · c6 чёрный король · e6 белый конь · b5 чёрная пешка · e5 чёрная пешка · b4 чёрная пешка · e4 белая пешка · g4 чёрный конь · h4 чёрный ферзь · b3 белый король · d3 белая пешка · e3 чёрная пешка · h2 белый слон | a8 чёрный конь · b8 белая ладья · d8 чёрная ладья · e8 белый слон · c7 белая пешка · d7 белая пешка · e7 белая пешка · f7 белый конь · a6 чёрный слон · b6 чёрный слон · c6 чёрный король · e6 белый конь · b5 чёрная пешка · e5 чёрная пешка · b4 чёрная пешка · e4 белая пешка · g4 чёрный конь · h4 чёрный ферзь · b3 белый король · d3 белая пешка · e3 чёрная пешка · h2 белый слон | a8 чёрный конь · b8 белая ладья · d8 чёрная ладья · e8 белый слон · c7 белая пешка · d7 белая пешка · e7 белая пешка · f7 белый конь · a6 чёрный слон · b6 чёрный слон · c6 чёрный король · e6 белый конь · b5 чёрная пешка · e5 чёрная пешка · b4 чёрная пешка · e4 белая пешка · g4 чёрный конь · h4 чёрный ферзь · b3 белый король · d3 белая пешка · e3 чёрная пешка · h2 белый слон | a8 чёрный конь · b8 белая ладья · d8 чёрная ладья · e8 белый слон · c7 белая пешка · d7 белая пешка · e7 белая пешка · f7 белый конь · a6 чёрный слон · b6 чёрный слон · c6 чёрный король · e6 белый конь · b5 чёрная пешка · e5 чёрная пешка · b4 чёрная пешка · e4 белая пешка · g4 чёрный конь · h4 чёрный ферзь · b3 белый король · d3 белая пешка · e3 чёрная пешка · h2 белый слон | a8 чёрный конь · b8 белая ладья · d8 чёрная ладья · e8 белый слон · c7 белая пешка · d7 белая пешка · e7 белая пешка · f7 белый конь · a6 чёрный слон · b6 чёрный слон · c6 чёрный король · e6 белый конь · b5 чёрная пешка · e5 чёрная пешка · b4 чёрная пешка · e4 белая пешка · g4 чёрный конь · h4 чёрный ферзь · b3 белый король · d3 белая пешка · e3 чёрная пешка · h2 белый слон | 8 |
| 7 | a8 чёрный конь · b8 белая ладья · d8 чёрная ладья · e8 белый слон · c7 белая пешка · d7 белая пешка · e7 белая пешка · f7 белый конь · a6 чёрный слон · b6 чёрный слон · c6 чёрный король · e6 белый конь · b5 чёрная пешка · e5 чёрная пешка · b4 чёрная пешка · e4 белая пешка · g4 чёрный конь · h4 чёрный ферзь · b3 белый король · d3 белая пешка · e3 чёрная пешка · h2 белый слон | a8 чёрный конь · b8 белая ладья · d8 чёрная ладья · e8 белый слон · c7 белая пешка · d7 белая пешка · e7 белая пешка · f7 белый конь · a6 чёрный слон · b6 чёрный слон · c6 чёрный король · e6 белый конь · b5 чёрная пешка · e5 чёрная пешка · b4 чёрная пешка · e4 белая пешка · g4 чёрный конь · h4 чёрный ферзь · b3 белый король · d3 белая пешка · e3 чёрная пешка · h2 белый слон | a8 чёрный конь · b8 белая ладья · d8 чёрная ладья · e8 белый слон · c7 белая пешка · d7 белая пешка · e7 белая пешка · f7 белый конь · a6 чёрный слон · b6 чёрный слон · c6 чёрный король · e6 белый конь · b5 чёрная пешка · e5 чёрная пешка · b4 чёрная пешка · e4 белая пешка · g4 чёрный конь · h4 чёрный ферзь · b3 белый король · d3 белая пешка · e3 чёрная пешка · h2 белый слон | a8 чёрный конь · b8 белая ладья · d8 чёрная ладья · e8 белый слон · c7 белая пешка · d7 белая пешка · e7 белая пешка · f7 белый конь · a6 чёрный слон · b6 чёрный слон · c6 чёрный король · e6 белый конь · b5 чёрная пешка · e5 чёрная пешка · b4 чёрная пешка · e4 белая пешка · g4 чёрный конь · h4 чёрный ферзь · b3 белый король · d3 белая пешка · e3 чёрная пешка · h2 белый слон | a8 чёрный конь · b8 белая ладья · d8 чёрная ладья · e8 белый слон · c7 белая пешка · d7 белая пешка · e7 белая пешка · f7 белый конь · a6 чёрный слон · b6 чёрный слон · c6 чёрный король · e6 белый конь · b5 чёрная пешка · e5 чёрная пешка · b4 чёрная пешка · e4 белая пешка · g4 чёрный конь · h4 чёрный ферзь · b3 белый король · d3 белая пешка · e3 чёрная пешка · h2 белый слон | a8 чёрный конь · b8 белая ладья · d8 чёрная ладья · e8 белый слон · c7 белая пешка · d7 белая пешка · e7 белая пешка · f7 белый конь · a6 чёрный слон · b6 чёрный слон · c6 чёрный король · e6 белый конь · b5 чёрная пешка · e5 чёрная пешка · b4 чёрная пешка · e4 белая пешка · g4 чёрный конь · h4 чёрный ферзь · b3 белый король · d3 белая пешка · e3 чёрная пешка · h2 белый слон | a8 чёрный конь · b8 белая ладья · d8 чёрная ладья · e8 белый слон · c7 белая пешка · d7 белая пешка · e7 белая пешка · f7 белый конь · a6 чёрный слон · b6 чёрный слон · c6 чёрный король · e6 белый конь · b5 чёрная пешка · e5 чёрная пешка · b4 чёрная пешка · e4 белая пешка · g4 чёрный конь · h4 чёрный ферзь · b3 белый король · d3 белая пешка · e3 чёрная пешка · h2 белый слон | a8 чёрный конь · b8 белая ладья · d8 чёрная ладья · e8 белый слон · c7 белая пешка · d7 белая пешка · e7 белая пешка · f7 белый конь · a6 чёрный слон · b6 чёрный слон · c6 чёрный король · e6 белый конь · b5 чёрная пешка · e5 чёрная пешка · b4 чёрная пешка · e4 белая пешка · g4 чёрный конь · h4 чёрный ферзь · b3 белый король · d3 белая пешка · e3 чёрная пешка · h2 белый слон | 7 |
| 6 | a8 чёрный конь · b8 белая ладья · d8 чёрная ладья · e8 белый слон · c7 белая пешка · d7 белая пешка · e7 белая пешка · f7 белый конь · a6 чёрный слон · b6 чёрный слон · c6 чёрный король · e6 белый конь · b5 чёрная пешка · e5 чёрная пешка · b4 чёрная пешка · e4 белая пешка · g4 чёрный конь · h4 чёрный ферзь · b3 белый король · d3 белая пешка · e3 чёрная пешка · h2 белый слон | a8 чёрный конь · b8 белая ладья · d8 чёрная ладья · e8 белый слон · c7 белая пешка · d7 белая пешка · e7 белая пешка · f7 белый конь · a6 чёрный слон · b6 чёрный слон · c6 чёрный король · e6 белый конь · b5 чёрная пешка · e5 чёрная пешка · b4 чёрная пешка · e4 белая пешка · g4 чёрный конь · h4 чёрный ферзь · b3 белый король · d3 белая пешка · e3 чёрная пешка · h2 белый слон | a8 чёрный конь · b8 белая ладья · d8 чёрная ладья · e8 белый слон · c7 белая пешка · d7 белая пешка · e7 белая пешка · f7 белый конь · a6 чёрный слон · b6 чёрный слон · c6 чёрный король · e6 белый конь · b5 чёрная пешка · e5 чёрная пешка · b4 чёрная пешка · e4 белая пешка · g4 чёрный конь · h4 чёрный ферзь · b3 белый король · d3 белая пешка · e3 чёрная пешка · h2 белый слон | a8 чёрный конь · b8 белая ладья · d8 чёрная ладья · e8 белый слон · c7 белая пешка · d7 белая пешка · e7 белая пешка · f7 белый конь · a6 чёрный слон · b6 чёрный слон · c6 чёрный король · e6 белый конь · b5 чёрная пешка · e5 чёрная пешка · b4 чёрная пешка · e4 белая пешка · g4 чёрный конь · h4 чёрный ферзь · b3 белый король · d3 белая пешка · e3 чёрная пешка · h2 белый слон | a8 чёрный конь · b8 белая ладья · d8 чёрная ладья · e8 белый слон · c7 белая пешка · d7 белая пешка · e7 белая пешка · f7 белый конь · a6 чёрный слон · b6 чёрный слон · c6 чёрный король · e6 белый конь · b5 чёрная пешка · e5 чёрная пешка · b4 чёрная пешка · e4 белая пешка · g4 чёрный конь · h4 чёрный ферзь · b3 белый король · d3 белая пешка · e3 чёрная пешка · h2 белый слон | a8 чёрный конь · b8 белая ладья · d8 чёрная ладья · e8 белый слон · c7 белая пешка · d7 белая пешка · e7 белая пешка · f7 белый конь · a6 чёрный слон · b6 чёрный слон · c6 чёрный король · e6 белый конь · b5 чёрная пешка · e5 чёрная пешка · b4 чёрная пешка · e4 белая пешка · g4 чёрный конь · h4 чёрный ферзь · b3 белый король · d3 белая пешка · e3 чёрная пешка · h2 белый слон | a8 чёрный конь · b8 белая ладья · d8 чёрная ладья · e8 белый слон · c7 белая пешка · d7 белая пешка · e7 белая пешка · f7 белый конь · a6 чёрный слон · b6 чёрный слон · c6 чёрный король · e6 белый конь · b5 чёрная пешка · e5 чёрная пешка · b4 чёрная пешка · e4 белая пешка · g4 чёрный конь · h4 чёрный ферзь · b3 белый король · d3 белая пешка · e3 чёрная пешка · h2 белый слон | a8 чёрный конь · b8 белая ладья · d8 чёрная ладья · e8 белый слон · c7 белая пешка · d7 белая пешка · e7 белая пешка · f7 белый конь · a6 чёрный слон · b6 чёрный слон · c6 чёрный король · e6 белый конь · b5 чёрная пешка · e5 чёрная пешка · b4 чёрная пешка · e4 белая пешка · g4 чёрный конь · h4 чёрный ферзь · b3 белый король · d3 белая пешка · e3 чёрная пешка · h2 белый слон | 6 |
| 5 | a8 чёрный конь · b8 белая ладья · d8 чёрная ладья · e8 белый слон · c7 белая пешка · d7 белая пешка · e7 белая пешка · f7 белый конь · a6 чёрный слон · b6 чёрный слон · c6 чёрный король · e6 белый конь · b5 чёрная пешка · e5 чёрная пешка · b4 чёрная пешка · e4 белая пешка · g4 чёрный конь · h4 чёрный ферзь · b3 белый король · d3 белая пешка · e3 чёрная пешка · h2 белый слон | a8 чёрный конь · b8 белая ладья · d8 чёрная ладья · e8 белый слон · c7 белая пешка · d7 белая пешка · e7 белая пешка · f7 белый конь · a6 чёрный слон · b6 чёрный слон · c6 чёрный король · e6 белый конь · b5 чёрная пешка · e5 чёрная пешка · b4 чёрная пешка · e4 белая пешка · g4 чёрный конь · h4 чёрный ферзь · b3 белый король · d3 белая пешка · e3 чёрная пешка · h2 белый слон | a8 чёрный конь · b8 белая ладья · d8 чёрная ладья · e8 белый слон · c7 белая пешка · d7 белая пешка · e7 белая пешка · f7 белый конь · a6 чёрный слон · b6 чёрный слон · c6 чёрный король · e6 белый конь · b5 чёрная пешка · e5 чёрная пешка · b4 чёрная пешка · e4 белая пешка · g4 чёрный конь · h4 чёрный ферзь · b3 белый король · d3 белая пешка · e3 чёрная пешка · h2 белый слон | a8 чёрный конь · b8 белая ладья · d8 чёрная ладья · e8 белый слон · c7 белая пешка · d7 белая пешка · e7 белая пешка · f7 белый конь · a6 чёрный слон · b6 чёрный слон · c6 чёрный король · e6 белый конь · b5 чёрная пешка · e5 чёрная пешка · b4 чёрная пешка · e4 белая пешка · g4 чёрный конь · h4 чёрный ферзь · b3 белый король · d3 белая пешка · e3 чёрная пешка · h2 белый слон | a8 чёрный конь · b8 белая ладья · d8 чёрная ладья · e8 белый слон · c7 белая пешка · d7 белая пешка · e7 белая пешка · f7 белый конь · a6 чёрный слон · b6 чёрный слон · c6 чёрный король · e6 белый конь · b5 чёрная пешка · e5 чёрная пешка · b4 чёрная пешка · e4 белая пешка · g4 чёрный конь · h4 чёрный ферзь · b3 белый король · d3 белая пешка · e3 чёрная пешка · h2 белый слон | a8 чёрный конь · b8 белая ладья · d8 чёрная ладья · e8 белый слон · c7 белая пешка · d7 белая пешка · e7 белая пешка · f7 белый конь · a6 чёрный слон · b6 чёрный слон · c6 чёрный король · e6 белый конь · b5 чёрная пешка · e5 чёрная пешка · b4 чёрная пешка · e4 белая пешка · g4 чёрный конь · h4 чёрный ферзь · b3 белый король · d3 белая пешка · e3 чёрная пешка · h2 белый слон | a8 чёрный конь · b8 белая ладья · d8 чёрная ладья · e8 белый слон · c7 белая пешка · d7 белая пешка · e7 белая пешка · f7 белый конь · a6 чёрный слон · b6 чёрный слон · c6 чёрный король · e6 белый конь · b5 чёрная пешка · e5 чёрная пешка · b4 чёрная пешка · e4 белая пешка · g4 чёрный конь · h4 чёрный ферзь · b3 белый король · d3 белая пешка · e3 чёрная пешка · h2 белый слон | a8 чёрный конь · b8 белая ладья · d8 чёрная ладья · e8 белый слон · c7 белая пешка · d7 белая пешка · e7 белая пешка · f7 белый конь · a6 чёрный слон · b6 чёрный слон · c6 чёрный король · e6 белый конь · b5 чёрная пешка · e5 чёрная пешка · b4 чёрная пешка · e4 белая пешка · g4 чёрный конь · h4 чёрный ферзь · b3 белый король · d3 белая пешка · e3 чёрная пешка · h2 белый слон | 5 |
| 4 | a8 чёрный конь · b8 белая ладья · d8 чёрная ладья · e8 белый слон · c7 белая пешка · d7 белая пешка · e7 белая пешка · f7 белый конь · a6 чёрный слон · b6 чёрный слон · c6 чёрный король · e6 белый конь · b5 чёрная пешка · e5 чёрная пешка · b4 чёрная пешка · e4 белая пешка · g4 чёрный конь · h4 чёрный ферзь · b3 белый король · d3 белая пешка · e3 чёрная пешка · h2 белый слон | a8 чёрный конь · b8 белая ладья · d8 чёрная ладья · e8 белый слон · c7 белая пешка · d7 белая пешка · e7 белая пешка · f7 белый конь · a6 чёрный слон · b6 чёрный слон · c6 чёрный король · e6 белый конь · b5 чёрная пешка · e5 чёрная пешка · b4 чёрная пешка · e4 белая пешка · g4 чёрный конь · h4 чёрный ферзь · b3 белый король · d3 белая пешка · e3 чёрная пешка · h2 белый слон | a8 чёрный конь · b8 белая ладья · d8 чёрная ладья · e8 белый слон · c7 белая пешка · d7 белая пешка · e7 белая пешка · f7 белый конь · a6 чёрный слон · b6 чёрный слон · c6 чёрный король · e6 белый конь · b5 чёрная пешка · e5 чёрная пешка · b4 чёрная пешка · e4 белая пешка · g4 чёрный конь · h4 чёрный ферзь · b3 белый король · d3 белая пешка · e3 чёрная пешка · h2 белый слон | a8 чёрный конь · b8 белая ладья · d8 чёрная ладья · e8 белый слон · c7 белая пешка · d7 белая пешка · e7 белая пешка · f7 белый конь · a6 чёрный слон · b6 чёрный слон · c6 чёрный король · e6 белый конь · b5 чёрная пешка · e5 чёрная пешка · b4 чёрная пешка · e4 белая пешка · g4 чёрный конь · h4 чёрный ферзь · b3 белый король · d3 белая пешка · e3 чёрная пешка · h2 белый слон | a8 чёрный конь · b8 белая ладья · d8 чёрная ладья · e8 белый слон · c7 белая пешка · d7 белая пешка · e7 белая пешка · f7 белый конь · a6 чёрный слон · b6 чёрный слон · c6 чёрный король · e6 белый конь · b5 чёрная пешка · e5 чёрная пешка · b4 чёрная пешка · e4 белая пешка · g4 чёрный конь · h4 чёрный ферзь · b3 белый король · d3 белая пешка · e3 чёрная пешка · h2 белый слон | a8 чёрный конь · b8 белая ладья · d8 чёрная ладья · e8 белый слон · c7 белая пешка · d7 белая пешка · e7 белая пешка · f7 белый конь · a6 чёрный слон · b6 чёрный слон · c6 чёрный король · e6 белый конь · b5 чёрная пешка · e5 чёрная пешка · b4 чёрная пешка · e4 белая пешка · g4 чёрный конь · h4 чёрный ферзь · b3 белый король · d3 белая пешка · e3 чёрная пешка · h2 белый слон | a8 чёрный конь · b8 белая ладья · d8 чёрная ладья · e8 белый слон · c7 белая пешка · d7 белая пешка · e7 белая пешка · f7 белый конь · a6 чёрный слон · b6 чёрный слон · c6 чёрный король · e6 белый конь · b5 чёрная пешка · e5 чёрная пешка · b4 чёрная пешка · e4 белая пешка · g4 чёрный конь · h4 чёрный ферзь · b3 белый король · d3 белая пешка · e3 чёрная пешка · h2 белый слон | a8 чёрный конь · b8 белая ладья · d8 чёрная ладья · e8 белый слон · c7 белая пешка · d7 белая пешка · e7 белая пешка · f7 белый конь · a6 чёрный слон · b6 чёрный слон · c6 чёрный король · e6 белый конь · b5 чёрная пешка · e5 чёрная пешка · b4 чёрная пешка · e4 белая пешка · g4 чёрный конь · h4 чёрный ферзь · b3 белый король · d3 белая пешка · e3 чёрная пешка · h2 белый слон | 4 |
| 3 | a8 чёрный конь · b8 белая ладья · d8 чёрная ладья · e8 белый слон · c7 белая пешка · d7 белая пешка · e7 белая пешка · f7 белый конь · a6 чёрный слон · b6 чёрный слон · c6 чёрный король · e6 белый конь · b5 чёрная пешка · e5 чёрная пешка · b4 чёрная пешка · e4 белая пешка · g4 чёрный конь · h4 чёрный ферзь · b3 белый король · d3 белая пешка · e3 чёрная пешка · h2 белый слон | a8 чёрный конь · b8 белая ладья · d8 чёрная ладья · e8 белый слон · c7 белая пешка · d7 белая пешка · e7 белая пешка · f7 белый конь · a6 чёрный слон · b6 чёрный слон · c6 чёрный король · e6 белый конь · b5 чёрная пешка · e5 чёрная пешка · b4 чёрная пешка · e4 белая пешка · g4 чёрный конь · h4 чёрный ферзь · b3 белый король · d3 белая пешка · e3 чёрная пешка · h2 белый слон | a8 чёрный конь · b8 белая ладья · d8 чёрная ладья · e8 белый слон · c7 белая пешка · d7 белая пешка · e7 белая пешка · f7 белый конь · a6 чёрный слон · b6 чёрный слон · c6 чёрный король · e6 белый конь · b5 чёрная пешка · e5 чёрная пешка · b4 чёрная пешка · e4 белая пешка · g4 чёрный конь · h4 чёрный ферзь · b3 белый король · d3 белая пешка · e3 чёрная пешка · h2 белый слон | a8 чёрный конь · b8 белая ладья · d8 чёрная ладья · e8 белый слон · c7 белая пешка · d7 белая пешка · e7 белая пешка · f7 белый конь · a6 чёрный слон · b6 чёрный слон · c6 чёрный король · e6 белый конь · b5 чёрная пешка · e5 чёрная пешка · b4 чёрная пешка · e4 белая пешка · g4 чёрный конь · h4 чёрный ферзь · b3 белый король · d3 белая пешка · e3 чёрная пешка · h2 белый слон | a8 чёрный конь · b8 белая ладья · d8 чёрная ладья · e8 белый слон · c7 белая пешка · d7 белая пешка · e7 белая пешка · f7 белый конь · a6 чёрный слон · b6 чёрный слон · c6 чёрный король · e6 белый конь · b5 чёрная пешка · e5 чёрная пешка · b4 чёрная пешка · e4 белая пешка · g4 чёрный конь · h4 чёрный ферзь · b3 белый король · d3 белая пешка · e3 чёрная пешка · h2 белый слон | a8 чёрный конь · b8 белая ладья · d8 чёрная ладья · e8 белый слон · c7 белая пешка · d7 белая пешка · e7 белая пешка · f7 белый конь · a6 чёрный слон · b6 чёрный слон · c6 чёрный король · e6 белый конь · b5 чёрная пешка · e5 чёрная пешка · b4 чёрная пешка · e4 белая пешка · g4 чёрный конь · h4 чёрный ферзь · b3 белый король · d3 белая пешка · e3 чёрная пешка · h2 белый слон | a8 чёрный конь · b8 белая ладья · d8 чёрная ладья · e8 белый слон · c7 белая пешка · d7 белая пешка · e7 белая пешка · f7 белый конь · a6 чёрный слон · b6 чёрный слон · c6 чёрный король · e6 белый конь · b5 чёрная пешка · e5 чёрная пешка · b4 чёрная пешка · e4 белая пешка · g4 чёрный конь · h4 чёрный ферзь · b3 белый король · d3 белая пешка · e3 чёрная пешка · h2 белый слон | a8 чёрный конь · b8 белая ладья · d8 чёрная ладья · e8 белый слон · c7 белая пешка · d7 белая пешка · e7 белая пешка · f7 белый конь · a6 чёрный слон · b6 чёрный слон · c6 чёрный король · e6 белый конь · b5 чёрная пешка · e5 чёрная пешка · b4 чёрная пешка · e4 белая пешка · g4 чёрный конь · h4 чёрный ферзь · b3 белый король · d3 белая пешка · e3 чёрная пешка · h2 белый слон | 3 |
| 2 | a8 чёрный конь · b8 белая ладья · d8 чёрная ладья · e8 белый слон · c7 белая пешка · d7 белая пешка · e7 белая пешка · f7 белый конь · a6 чёрный слон · b6 чёрный слон · c6 чёрный король · e6 белый конь · b5 чёрная пешка · e5 чёрная пешка · b4 чёрная пешка · e4 белая пешка · g4 чёрный конь · h4 чёрный ферзь · b3 белый король · d3 белая пешка · e3 чёрная пешка · h2 белый слон | a8 чёрный конь · b8 белая ладья · d8 чёрная ладья · e8 белый слон · c7 белая пешка · d7 белая пешка · e7 белая пешка · f7 белый конь · a6 чёрный слон · b6 чёрный слон · c6 чёрный король · e6 белый конь · b5 чёрная пешка · e5 чёрная пешка · b4 чёрная пешка · e4 белая пешка · g4 чёрный конь · h4 чёрный ферзь · b3 белый король · d3 белая пешка · e3 чёрная пешка · h2 белый слон | a8 чёрный конь · b8 белая ладья · d8 чёрная ладья · e8 белый слон · c7 белая пешка · d7 белая пешка · e7 белая пешка · f7 белый конь · a6 чёрный слон · b6 чёрный слон · c6 чёрный король · e6 белый конь · b5 чёрная пешка · e5 чёрная пешка · b4 чёрная пешка · e4 белая пешка · g4 чёрный конь · h4 чёрный ферзь · b3 белый король · d3 белая пешка · e3 чёрная пешка · h2 белый слон | a8 чёрный конь · b8 белая ладья · d8 чёрная ладья · e8 белый слон · c7 белая пешка · d7 белая пешка · e7 белая пешка · f7 белый конь · a6 чёрный слон · b6 чёрный слон · c6 чёрный король · e6 белый конь · b5 чёрная пешка · e5 чёрная пешка · b4 чёрная пешка · e4 белая пешка · g4 чёрный конь · h4 чёрный ферзь · b3 белый король · d3 белая пешка · e3 чёрная пешка · h2 белый слон | a8 чёрный конь · b8 белая ладья · d8 чёрная ладья · e8 белый слон · c7 белая пешка · d7 белая пешка · e7 белая пешка · f7 белый конь · a6 чёрный слон · b6 чёрный слон · c6 чёрный король · e6 белый конь · b5 чёрная пешка · e5 чёрная пешка · b4 чёрная пешка · e4 белая пешка · g4 чёрный конь · h4 чёрный ферзь · b3 белый король · d3 белая пешка · e3 чёрная пешка · h2 белый слон | a8 чёрный конь · b8 белая ладья · d8 чёрная ладья · e8 белый слон · c7 белая пешка · d7 белая пешка · e7 белая пешка · f7 белый конь · a6 чёрный слон · b6 чёрный слон · c6 чёрный король · e6 белый конь · b5 чёрная пешка · e5 чёрная пешка · b4 чёрная пешка · e4 белая пешка · g4 чёрный конь · h4 чёрный ферзь · b3 белый король · d3 белая пешка · e3 чёрная пешка · h2 белый слон | a8 чёрный конь · b8 белая ладья · d8 чёрная ладья · e8 белый слон · c7 белая пешка · d7 белая пешка · e7 белая пешка · f7 белый конь · a6 чёрный слон · b6 чёрный слон · c6 чёрный король · e6 белый конь · b5 чёрная пешка · e5 чёрная пешка · b4 чёрная пешка · e4 белая пешка · g4 чёрный конь · h4 чёрный ферзь · b3 белый король · d3 белая пешка · e3 чёрная пешка · h2 белый слон | a8 чёрный конь · b8 белая ладья · d8 чёрная ладья · e8 белый слон · c7 белая пешка · d7 белая пешка · e7 белая пешка · f7 белый конь · a6 чёрный слон · b6 чёрный слон · c6 чёрный король · e6 белый конь · b5 чёрная пешка · e5 чёрная пешка · b4 чёрная пешка · e4 белая пешка · g4 чёрный конь · h4 чёрный ферзь · b3 белый король · d3 белая пешка · e3 чёрная пешка · h2 белый слон | 2 |
| 1 | a8 чёрный конь · b8 белая ладья · d8 чёрная ладья · e8 белый слон · c7 белая пешка · d7 белая пешка · e7 белая пешка · f7 белый конь · a6 чёрный слон · b6 чёрный слон · c6 чёрный король · e6 белый конь · b5 чёрная пешка · e5 чёрная пешка · b4 чёрная пешка · e4 белая пешка · g4 чёрный конь · h4 чёрный ферзь · b3 белый король · d3 белая пешка · e3 чёрная пешка · h2 белый слон | a8 чёрный конь · b8 белая ладья · d8 чёрная ладья · e8 белый слон · c7 белая пешка · d7 белая пешка · e7 белая пешка · f7 белый конь · a6 чёрный слон · b6 чёрный слон · c6 чёрный король · e6 белый конь · b5 чёрная пешка · e5 чёрная пешка · b4 чёрная пешка · e4 белая пешка · g4 чёрный конь · h4 чёрный ферзь · b3 белый король · d3 белая пешка · e3 чёрная пешка · h2 белый слон | a8 чёрный конь · b8 белая ладья · d8 чёрная ладья · e8 белый слон · c7 белая пешка · d7 белая пешка · e7 белая пешка · f7 белый конь · a6 чёрный слон · b6 чёрный слон · c6 чёрный король · e6 белый конь · b5 чёрная пешка · e5 чёрная пешка · b4 чёрная пешка · e4 белая пешка · g4 чёрный конь · h4 чёрный ферзь · b3 белый король · d3 белая пешка · e3 чёрная пешка · h2 белый слон | a8 чёрный конь · b8 белая ладья · d8 чёрная ладья · e8 белый слон · c7 белая пешка · d7 белая пешка · e7 белая пешка · f7 белый конь · a6 чёрный слон · b6 чёрный слон · c6 чёрный король · e6 белый конь · b5 чёрная пешка · e5 чёрная пешка · b4 чёрная пешка · e4 белая пешка · g4 чёрный конь · h4 чёрный ферзь · b3 белый король · d3 белая пешка · e3 чёрная пешка · h2 белый слон | a8 чёрный конь · b8 белая ладья · d8 чёрная ладья · e8 белый слон · c7 белая пешка · d7 белая пешка · e7 белая пешка · f7 белый конь · a6 чёрный слон · b6 чёрный слон · c6 чёрный король · e6 белый конь · b5 чёрная пешка · e5 чёрная пешка · b4 чёрная пешка · e4 белая пешка · g4 чёрный конь · h4 чёрный ферзь · b3 белый король · d3 белая пешка · e3 чёрная пешка · h2 белый слон | a8 чёрный конь · b8 белая ладья · d8 чёрная ладья · e8 белый слон · c7 белая пешка · d7 белая пешка · e7 белая пешка · f7 белый конь · a6 чёрный слон · b6 чёрный слон · c6 чёрный король · e6 белый конь · b5 чёрная пешка · e5 чёрная пешка · b4 чёрная пешка · e4 белая пешка · g4 чёрный конь · h4 чёрный ферзь · b3 белый король · d3 белая пешка · e3 чёрная пешка · h2 белый слон | a8 чёрный конь · b8 белая ладья · d8 чёрная ладья · e8 белый слон · c7 белая пешка · d7 белая пешка · e7 белая пешка · f7 белый конь · a6 чёрный слон · b6 чёрный слон · c6 чёрный король · e6 белый конь · b5 чёрная пешка · e5 чёрная пешка · b4 чёрная пешка · e4 белая пешка · g4 чёрный конь · h4 чёрный ферзь · b3 белый король · d3 белая пешка · e3 чёрная пешка · h2 белый слон | a8 чёрный конь · b8 белая ладья · d8 чёрная ладья · e8 белый слон · c7 белая пешка · d7 белая пешка · e7 белая пешка · f7 белый конь · a6 чёрный слон · b6 чёрный слон · c6 чёрный король · e6 белый конь · b5 чёрная пешка · e5 чёрная пешка · b4 чёрная пешка · e4 белая пешка · g4 чёрный конь · h4 чёрный ферзь · b3 белый король · d3 белая пешка · e3 чёрная пешка · h2 белый слон | 1 |
|   | a | b | c | d | e | f | g | h |   |

1.d4! (угроза 2.d5#)

1...ed 2.Kfd8#

1...K:c7 2.Ked8#

1...C:d4 2.cdK#

1...Kf6 2.edK#

1...Л:b8 2.d8K#

(1...Л:e8 2.deФ/C#)
Пять разных белых коней идут на втором ходу на поле d8.
|   | a | b | c | d | e | f | g | h |   |
| - | --- | --- | --- | --- | --- | --- | --- | --- | - |
| 8 | a8 белый король · f8 белый конь · f7 чёрная пешка · a6 белый конь · f6 белый ферзь · b5 белая пешка · d5 чёрный король · f5 белая пешка · d4 чёрная ладья · b3 белая пешка · c3 чёрный конь · d3 чёрный конь · f3 белая ладья · g3 белая пешка · e2 белая пешка · c1 чёрный ферзь · g1 чёрный слон · h1 белый слон | a8 белый король · f8 белый конь · f7 чёрная пешка · a6 белый конь · f6 белый ферзь · b5 белая пешка · d5 чёрный король · f5 белая пешка · d4 чёрная ладья · b3 белая пешка · c3 чёрный конь · d3 чёрный конь · f3 белая ладья · g3 белая пешка · e2 белая пешка · c1 чёрный ферзь · g1 чёрный слон · h1 белый слон | a8 белый король · f8 белый конь · f7 чёрная пешка · a6 белый конь · f6 белый ферзь · b5 белая пешка · d5 чёрный король · f5 белая пешка · d4 чёрная ладья · b3 белая пешка · c3 чёрный конь · d3 чёрный конь · f3 белая ладья · g3 белая пешка · e2 белая пешка · c1 чёрный ферзь · g1 чёрный слон · h1 белый слон | a8 белый король · f8 белый конь · f7 чёрная пешка · a6 белый конь · f6 белый ферзь · b5 белая пешка · d5 чёрный король · f5 белая пешка · d4 чёрная ладья · b3 белая пешка · c3 чёрный конь · d3 чёрный конь · f3 белая ладья · g3 белая пешка · e2 белая пешка · c1 чёрный ферзь · g1 чёрный слон · h1 белый слон | a8 белый король · f8 белый конь · f7 чёрная пешка · a6 белый конь · f6 белый ферзь · b5 белая пешка · d5 чёрный король · f5 белая пешка · d4 чёрная ладья · b3 белая пешка · c3 чёрный конь · d3 чёрный конь · f3 белая ладья · g3 белая пешка · e2 белая пешка · c1 чёрный ферзь · g1 чёрный слон · h1 белый слон | a8 белый король · f8 белый конь · f7 чёрная пешка · a6 белый конь · f6 белый ферзь · b5 белая пешка · d5 чёрный король · f5 белая пешка · d4 чёрная ладья · b3 белая пешка · c3 чёрный конь · d3 чёрный конь · f3 белая ладья · g3 белая пешка · e2 белая пешка · c1 чёрный ферзь · g1 чёрный слон · h1 белый слон | a8 белый король · f8 белый конь · f7 чёрная пешка · a6 белый конь · f6 белый ферзь · b5 белая пешка · d5 чёрный король · f5 белая пешка · d4 чёрная ладья · b3 белая пешка · c3 чёрный конь · d3 чёрный конь · f3 белая ладья · g3 белая пешка · e2 белая пешка · c1 чёрный ферзь · g1 чёрный слон · h1 белый слон | a8 белый король · f8 белый конь · f7 чёрная пешка · a6 белый конь · f6 белый ферзь · b5 белая пешка · d5 чёрный король · f5 белая пешка · d4 чёрная ладья · b3 белая пешка · c3 чёрный конь · d3 чёрный конь · f3 белая ладья · g3 белая пешка · e2 белая пешка · c1 чёрный ферзь · g1 чёрный слон · h1 белый слон | 8 |
| 7 | a8 белый король · f8 белый конь · f7 чёрная пешка · a6 белый конь · f6 белый ферзь · b5 белая пешка · d5 чёрный король · f5 белая пешка · d4 чёрная ладья · b3 белая пешка · c3 чёрный конь · d3 чёрный конь · f3 белая ладья · g3 белая пешка · e2 белая пешка · c1 чёрный ферзь · g1 чёрный слон · h1 белый слон | a8 белый король · f8 белый конь · f7 чёрная пешка · a6 белый конь · f6 белый ферзь · b5 белая пешка · d5 чёрный король · f5 белая пешка · d4 чёрная ладья · b3 белая пешка · c3 чёрный конь · d3 чёрный конь · f3 белая ладья · g3 белая пешка · e2 белая пешка · c1 чёрный ферзь · g1 чёрный слон · h1 белый слон | a8 белый король · f8 белый конь · f7 чёрная пешка · a6 белый конь · f6 белый ферзь · b5 белая пешка · d5 чёрный король · f5 белая пешка · d4 чёрная ладья · b3 белая пешка · c3 чёрный конь · d3 чёрный конь · f3 белая ладья · g3 белая пешка · e2 белая пешка · c1 чёрный ферзь · g1 чёрный слон · h1 белый слон | a8 белый король · f8 белый конь · f7 чёрная пешка · a6 белый конь · f6 белый ферзь · b5 белая пешка · d5 чёрный король · f5 белая пешка · d4 чёрная ладья · b3 белая пешка · c3 чёрный конь · d3 чёрный конь · f3 белая ладья · g3 белая пешка · e2 белая пешка · c1 чёрный ферзь · g1 чёрный слон · h1 белый слон | a8 белый король · f8 белый конь · f7 чёрная пешка · a6 белый конь · f6 белый ферзь · b5 белая пешка · d5 чёрный король · f5 белая пешка · d4 чёрная ладья · b3 белая пешка · c3 чёрный конь · d3 чёрный конь · f3 белая ладья · g3 белая пешка · e2 белая пешка · c1 чёрный ферзь · g1 чёрный слон · h1 белый слон | a8 белый король · f8 белый конь · f7 чёрная пешка · a6 белый конь · f6 белый ферзь · b5 белая пешка · d5 чёрный король · f5 белая пешка · d4 чёрная ладья · b3 белая пешка · c3 чёрный конь · d3 чёрный конь · f3 белая ладья · g3 белая пешка · e2 белая пешка · c1 чёрный ферзь · g1 чёрный слон · h1 белый слон | a8 белый король · f8 белый конь · f7 чёрная пешка · a6 белый конь · f6 белый ферзь · b5 белая пешка · d5 чёрный король · f5 белая пешка · d4 чёрная ладья · b3 белая пешка · c3 чёрный конь · d3 чёрный конь · f3 белая ладья · g3 белая пешка · e2 белая пешка · c1 чёрный ферзь · g1 чёрный слон · h1 белый слон | a8 белый король · f8 белый конь · f7 чёрная пешка · a6 белый конь · f6 белый ферзь · b5 белая пешка · d5 чёрный король · f5 белая пешка · d4 чёрная ладья · b3 белая пешка · c3 чёрный конь · d3 чёрный конь · f3 белая ладья · g3 белая пешка · e2 белая пешка · c1 чёрный ферзь · g1 чёрный слон · h1 белый слон | 7 |
| 6 | a8 белый король · f8 белый конь · f7 чёрная пешка · a6 белый конь · f6 белый ферзь · b5 белая пешка · d5 чёрный король · f5 белая пешка · d4 чёрная ладья · b3 белая пешка · c3 чёрный конь · d3 чёрный конь · f3 белая ладья · g3 белая пешка · e2 белая пешка · c1 чёрный ферзь · g1 чёрный слон · h1 белый слон | a8 белый король · f8 белый конь · f7 чёрная пешка · a6 белый конь · f6 белый ферзь · b5 белая пешка · d5 чёрный король · f5 белая пешка · d4 чёрная ладья · b3 белая пешка · c3 чёрный конь · d3 чёрный конь · f3 белая ладья · g3 белая пешка · e2 белая пешка · c1 чёрный ферзь · g1 чёрный слон · h1 белый слон | a8 белый король · f8 белый конь · f7 чёрная пешка · a6 белый конь · f6 белый ферзь · b5 белая пешка · d5 чёрный король · f5 белая пешка · d4 чёрная ладья · b3 белая пешка · c3 чёрный конь · d3 чёрный конь · f3 белая ладья · g3 белая пешка · e2 белая пешка · c1 чёрный ферзь · g1 чёрный слон · h1 белый слон | a8 белый король · f8 белый конь · f7 чёрная пешка · a6 белый конь · f6 белый ферзь · b5 белая пешка · d5 чёрный король · f5 белая пешка · d4 чёрная ладья · b3 белая пешка · c3 чёрный конь · d3 чёрный конь · f3 белая ладья · g3 белая пешка · e2 белая пешка · c1 чёрный ферзь · g1 чёрный слон · h1 белый слон | a8 белый король · f8 белый конь · f7 чёрная пешка · a6 белый конь · f6 белый ферзь · b5 белая пешка · d5 чёрный король · f5 белая пешка · d4 чёрная ладья · b3 белая пешка · c3 чёрный конь · d3 чёрный конь · f3 белая ладья · g3 белая пешка · e2 белая пешка · c1 чёрный ферзь · g1 чёрный слон · h1 белый слон | a8 белый король · f8 белый конь · f7 чёрная пешка · a6 белый конь · f6 белый ферзь · b5 белая пешка · d5 чёрный король · f5 белая пешка · d4 чёрная ладья · b3 белая пешка · c3 чёрный конь · d3 чёрный конь · f3 белая ладья · g3 белая пешка · e2 белая пешка · c1 чёрный ферзь · g1 чёрный слон · h1 белый слон | a8 белый король · f8 белый конь · f7 чёрная пешка · a6 белый конь · f6 белый ферзь · b5 белая пешка · d5 чёрный король · f5 белая пешка · d4 чёрная ладья · b3 белая пешка · c3 чёрный конь · d3 чёрный конь · f3 белая ладья · g3 белая пешка · e2 белая пешка · c1 чёрный ферзь · g1 чёрный слон · h1 белый слон | a8 белый король · f8 белый конь · f7 чёрная пешка · a6 белый конь · f6 белый ферзь · b5 белая пешка · d5 чёрный король · f5 белая пешка · d4 чёрная ладья · b3 белая пешка · c3 чёрный конь · d3 чёрный конь · f3 белая ладья · g3 белая пешка · e2 белая пешка · c1 чёрный ферзь · g1 чёрный слон · h1 белый слон | 6 |
| 5 | a8 белый король · f8 белый конь · f7 чёрная пешка · a6 белый конь · f6 белый ферзь · b5 белая пешка · d5 чёрный король · f5 белая пешка · d4 чёрная ладья · b3 белая пешка · c3 чёрный конь · d3 чёрный конь · f3 белая ладья · g3 белая пешка · e2 белая пешка · c1 чёрный ферзь · g1 чёрный слон · h1 белый слон | a8 белый король · f8 белый конь · f7 чёрная пешка · a6 белый конь · f6 белый ферзь · b5 белая пешка · d5 чёрный король · f5 белая пешка · d4 чёрная ладья · b3 белая пешка · c3 чёрный конь · d3 чёрный конь · f3 белая ладья · g3 белая пешка · e2 белая пешка · c1 чёрный ферзь · g1 чёрный слон · h1 белый слон | a8 белый король · f8 белый конь · f7 чёрная пешка · a6 белый конь · f6 белый ферзь · b5 белая пешка · d5 чёрный король · f5 белая пешка · d4 чёрная ладья · b3 белая пешка · c3 чёрный конь · d3 чёрный конь · f3 белая ладья · g3 белая пешка · e2 белая пешка · c1 чёрный ферзь · g1 чёрный слон · h1 белый слон | a8 белый король · f8 белый конь · f7 чёрная пешка · a6 белый конь · f6 белый ферзь · b5 белая пешка · d5 чёрный король · f5 белая пешка · d4 чёрная ладья · b3 белая пешка · c3 чёрный конь · d3 чёрный конь · f3 белая ладья · g3 белая пешка · e2 белая пешка · c1 чёрный ферзь · g1 чёрный слон · h1 белый слон | a8 белый король · f8 белый конь · f7 чёрная пешка · a6 белый конь · f6 белый ферзь · b5 белая пешка · d5 чёрный король · f5 белая пешка · d4 чёрная ладья · b3 белая пешка · c3 чёрный конь · d3 чёрный конь · f3 белая ладья · g3 белая пешка · e2 белая пешка · c1 чёрный ферзь · g1 чёрный слон · h1 белый слон | a8 белый король · f8 белый конь · f7 чёрная пешка · a6 белый конь · f6 белый ферзь · b5 белая пешка · d5 чёрный король · f5 белая пешка · d4 чёрная ладья · b3 белая пешка · c3 чёрный конь · d3 чёрный конь · f3 белая ладья · g3 белая пешка · e2 белая пешка · c1 чёрный ферзь · g1 чёрный слон · h1 белый слон | a8 белый король · f8 белый конь · f7 чёрная пешка · a6 белый конь · f6 белый ферзь · b5 белая пешка · d5 чёрный король · f5 белая пешка · d4 чёрная ладья · b3 белая пешка · c3 чёрный конь · d3 чёрный конь · f3 белая ладья · g3 белая пешка · e2 белая пешка · c1 чёрный ферзь · g1 чёрный слон · h1 белый слон | a8 белый король · f8 белый конь · f7 чёрная пешка · a6 белый конь · f6 белый ферзь · b5 белая пешка · d5 чёрный король · f5 белая пешка · d4 чёрная ладья · b3 белая пешка · c3 чёрный конь · d3 чёрный конь · f3 белая ладья · g3 белая пешка · e2 белая пешка · c1 чёрный ферзь · g1 чёрный слон · h1 белый слон | 5 |
| 4 | a8 белый король · f8 белый конь · f7 чёрная пешка · a6 белый конь · f6 белый ферзь · b5 белая пешка · d5 чёрный король · f5 белая пешка · d4 чёрная ладья · b3 белая пешка · c3 чёрный конь · d3 чёрный конь · f3 белая ладья · g3 белая пешка · e2 белая пешка · c1 чёрный ферзь · g1 чёрный слон · h1 белый слон | a8 белый король · f8 белый конь · f7 чёрная пешка · a6 белый конь · f6 белый ферзь · b5 белая пешка · d5 чёрный король · f5 белая пешка · d4 чёрная ладья · b3 белая пешка · c3 чёрный конь · d3 чёрный конь · f3 белая ладья · g3 белая пешка · e2 белая пешка · c1 чёрный ферзь · g1 чёрный слон · h1 белый слон | a8 белый король · f8 белый конь · f7 чёрная пешка · a6 белый конь · f6 белый ферзь · b5 белая пешка · d5 чёрный король · f5 белая пешка · d4 чёрная ладья · b3 белая пешка · c3 чёрный конь · d3 чёрный конь · f3 белая ладья · g3 белая пешка · e2 белая пешка · c1 чёрный ферзь · g1 чёрный слон · h1 белый слон | a8 белый король · f8 белый конь · f7 чёрная пешка · a6 белый конь · f6 белый ферзь · b5 белая пешка · d5 чёрный король · f5 белая пешка · d4 чёрная ладья · b3 белая пешка · c3 чёрный конь · d3 чёрный конь · f3 белая ладья · g3 белая пешка · e2 белая пешка · c1 чёрный ферзь · g1 чёрный слон · h1 белый слон | a8 белый король · f8 белый конь · f7 чёрная пешка · a6 белый конь · f6 белый ферзь · b5 белая пешка · d5 чёрный король · f5 белая пешка · d4 чёрная ладья · b3 белая пешка · c3 чёрный конь · d3 чёрный конь · f3 белая ладья · g3 белая пешка · e2 белая пешка · c1 чёрный ферзь · g1 чёрный слон · h1 белый слон | a8 белый король · f8 белый конь · f7 чёрная пешка · a6 белый конь · f6 белый ферзь · b5 белая пешка · d5 чёрный король · f5 белая пешка · d4 чёрная ладья · b3 белая пешка · c3 чёрный конь · d3 чёрный конь · f3 белая ладья · g3 белая пешка · e2 белая пешка · c1 чёрный ферзь · g1 чёрный слон · h1 белый слон | a8 белый король · f8 белый конь · f7 чёрная пешка · a6 белый конь · f6 белый ферзь · b5 белая пешка · d5 чёрный король · f5 белая пешка · d4 чёрная ладья · b3 белая пешка · c3 чёрный конь · d3 чёрный конь · f3 белая ладья · g3 белая пешка · e2 белая пешка · c1 чёрный ферзь · g1 чёрный слон · h1 белый слон | a8 белый король · f8 белый конь · f7 чёрная пешка · a6 белый конь · f6 белый ферзь · b5 белая пешка · d5 чёрный король · f5 белая пешка · d4 чёрная ладья · b3 белая пешка · c3 чёрный конь · d3 чёрный конь · f3 белая ладья · g3 белая пешка · e2 белая пешка · c1 чёрный ферзь · g1 чёрный слон · h1 белый слон | 4 |
| 3 | a8 белый король · f8 белый конь · f7 чёрная пешка · a6 белый конь · f6 белый ферзь · b5 белая пешка · d5 чёрный король · f5 белая пешка · d4 чёрная ладья · b3 белая пешка · c3 чёрный конь · d3 чёрный конь · f3 белая ладья · g3 белая пешка · e2 белая пешка · c1 чёрный ферзь · g1 чёрный слон · h1 белый слон | a8 белый король · f8 белый конь · f7 чёрная пешка · a6 белый конь · f6 белый ферзь · b5 белая пешка · d5 чёрный король · f5 белая пешка · d4 чёрная ладья · b3 белая пешка · c3 чёрный конь · d3 чёрный конь · f3 белая ладья · g3 белая пешка · e2 белая пешка · c1 чёрный ферзь · g1 чёрный слон · h1 белый слон | a8 белый король · f8 белый конь · f7 чёрная пешка · a6 белый конь · f6 белый ферзь · b5 белая пешка · d5 чёрный король · f5 белая пешка · d4 чёрная ладья · b3 белая пешка · c3 чёрный конь · d3 чёрный конь · f3 белая ладья · g3 белая пешка · e2 белая пешка · c1 чёрный ферзь · g1 чёрный слон · h1 белый слон | a8 белый король · f8 белый конь · f7 чёрная пешка · a6 белый конь · f6 белый ферзь · b5 белая пешка · d5 чёрный король · f5 белая пешка · d4 чёрная ладья · b3 белая пешка · c3 чёрный конь · d3 чёрный конь · f3 белая ладья · g3 белая пешка · e2 белая пешка · c1 чёрный ферзь · g1 чёрный слон · h1 белый слон | a8 белый король · f8 белый конь · f7 чёрная пешка · a6 белый конь · f6 белый ферзь · b5 белая пешка · d5 чёрный король · f5 белая пешка · d4 чёрная ладья · b3 белая пешка · c3 чёрный конь · d3 чёрный конь · f3 белая ладья · g3 белая пешка · e2 белая пешка · c1 чёрный ферзь · g1 чёрный слон · h1 белый слон | a8 белый король · f8 белый конь · f7 чёрная пешка · a6 белый конь · f6 белый ферзь · b5 белая пешка · d5 чёрный король · f5 белая пешка · d4 чёрная ладья · b3 белая пешка · c3 чёрный конь · d3 чёрный конь · f3 белая ладья · g3 белая пешка · e2 белая пешка · c1 чёрный ферзь · g1 чёрный слон · h1 белый слон | a8 белый король · f8 белый конь · f7 чёрная пешка · a6 белый конь · f6 белый ферзь · b5 белая пешка · d5 чёрный король · f5 белая пешка · d4 чёрная ладья · b3 белая пешка · c3 чёрный конь · d3 чёрный конь · f3 белая ладья · g3 белая пешка · e2 белая пешка · c1 чёрный ферзь · g1 чёрный слон · h1 белый слон | a8 белый король · f8 белый конь · f7 чёрная пешка · a6 белый конь · f6 белый ферзь · b5 белая пешка · d5 чёрный король · f5 белая пешка · d4 чёрная ладья · b3 белая пешка · c3 чёрный конь · d3 чёрный конь · f3 белая ладья · g3 белая пешка · e2 белая пешка · c1 чёрный ферзь · g1 чёрный слон · h1 белый слон | 3 |
| 2 | a8 белый король · f8 белый конь · f7 чёрная пешка · a6 белый конь · f6 белый ферзь · b5 белая пешка · d5 чёрный король · f5 белая пешка · d4 чёрная ладья · b3 белая пешка · c3 чёрный конь · d3 чёрный конь · f3 белая ладья · g3 белая пешка · e2 белая пешка · c1 чёрный ферзь · g1 чёрный слон · h1 белый слон | a8 белый король · f8 белый конь · f7 чёрная пешка · a6 белый конь · f6 белый ферзь · b5 белая пешка · d5 чёрный король · f5 белая пешка · d4 чёрная ладья · b3 белая пешка · c3 чёрный конь · d3 чёрный конь · f3 белая ладья · g3 белая пешка · e2 белая пешка · c1 чёрный ферзь · g1 чёрный слон · h1 белый слон | a8 белый король · f8 белый конь · f7 чёрная пешка · a6 белый конь · f6 белый ферзь · b5 белая пешка · d5 чёрный король · f5 белая пешка · d4 чёрная ладья · b3 белая пешка · c3 чёрный конь · d3 чёрный конь · f3 белая ладья · g3 белая пешка · e2 белая пешка · c1 чёрный ферзь · g1 чёрный слон · h1 белый слон | a8 белый король · f8 белый конь · f7 чёрная пешка · a6 белый конь · f6 белый ферзь · b5 белая пешка · d5 чёрный король · f5 белая пешка · d4 чёрная ладья · b3 белая пешка · c3 чёрный конь · d3 чёрный конь · f3 белая ладья · g3 белая пешка · e2 белая пешка · c1 чёрный ферзь · g1 чёрный слон · h1 белый слон | a8 белый король · f8 белый конь · f7 чёрная пешка · a6 белый конь · f6 белый ферзь · b5 белая пешка · d5 чёрный король · f5 белая пешка · d4 чёрная ладья · b3 белая пешка · c3 чёрный конь · d3 чёрный конь · f3 белая ладья · g3 белая пешка · e2 белая пешка · c1 чёрный ферзь · g1 чёрный слон · h1 белый слон | a8 белый король · f8 белый конь · f7 чёрная пешка · a6 белый конь · f6 белый ферзь · b5 белая пешка · d5 чёрный король · f5 белая пешка · d4 чёрная ладья · b3 белая пешка · c3 чёрный конь · d3 чёрный конь · f3 белая ладья · g3 белая пешка · e2 белая пешка · c1 чёрный ферзь · g1 чёрный слон · h1 белый слон | a8 белый король · f8 белый конь · f7 чёрная пешка · a6 белый конь · f6 белый ферзь · b5 белая пешка · d5 чёрный король · f5 белая пешка · d4 чёрная ладья · b3 белая пешка · c3 чёрный конь · d3 чёрный конь · f3 белая ладья · g3 белая пешка · e2 белая пешка · c1 чёрный ферзь · g1 чёрный слон · h1 белый слон | a8 белый король · f8 белый конь · f7 чёрная пешка · a6 белый конь · f6 белый ферзь · b5 белая пешка · d5 чёрный король · f5 белая пешка · d4 чёрная ладья · b3 белая пешка · c3 чёрный конь · d3 чёрный конь · f3 белая ладья · g3 белая пешка · e2 белая пешка · c1 чёрный ферзь · g1 чёрный слон · h1 белый слон | 2 |
| 1 | a8 белый король · f8 белый конь · f7 чёрная пешка · a6 белый конь · f6 белый ферзь · b5 белая пешка · d5 чёрный король · f5 белая пешка · d4 чёрная ладья · b3 белая пешка · c3 чёрный конь · d3 чёрный конь · f3 белая ладья · g3 белая пешка · e2 белая пешка · c1 чёрный ферзь · g1 чёрный слон · h1 белый слон | a8 белый король · f8 белый конь · f7 чёрная пешка · a6 белый конь · f6 белый ферзь · b5 белая пешка · d5 чёрный король · f5 белая пешка · d4 чёрная ладья · b3 белая пешка · c3 чёрный конь · d3 чёрный конь · f3 белая ладья · g3 белая пешка · e2 белая пешка · c1 чёрный ферзь · g1 чёрный слон · h1 белый слон | a8 белый король · f8 белый конь · f7 чёрная пешка · a6 белый конь · f6 белый ферзь · b5 белая пешка · d5 чёрный король · f5 белая пешка · d4 чёрная ладья · b3 белая пешка · c3 чёрный конь · d3 чёрный конь · f3 белая ладья · g3 белая пешка · e2 белая пешка · c1 чёрный ферзь · g1 чёрный слон · h1 белый слон | a8 белый король · f8 белый конь · f7 чёрная пешка · a6 белый конь · f6 белый ферзь · b5 белая пешка · d5 чёрный король · f5 белая пешка · d4 чёрная ладья · b3 белая пешка · c3 чёрный конь · d3 чёрный конь · f3 белая ладья · g3 белая пешка · e2 белая пешка · c1 чёрный ферзь · g1 чёрный слон · h1 белый слон | a8 белый король · f8 белый конь · f7 чёрная пешка · a6 белый конь · f6 белый ферзь · b5 белая пешка · d5 чёрный король · f5 белая пешка · d4 чёрная ладья · b3 белая пешка · c3 чёрный конь · d3 чёрный конь · f3 белая ладья · g3 белая пешка · e2 белая пешка · c1 чёрный ферзь · g1 чёрный слон · h1 белый слон | a8 белый король · f8 белый конь · f7 чёрная пешка · a6 белый конь · f6 белый ферзь · b5 белая пешка · d5 чёрный король · f5 белая пешка · d4 чёрная ладья · b3 белая пешка · c3 чёрный конь · d3 чёрный конь · f3 белая ладья · g3 белая пешка · e2 белая пешка · c1 чёрный ферзь · g1 чёрный слон · h1 белый слон | a8 белый король · f8 белый конь · f7 чёрная пешка · a6 белый конь · f6 белый ферзь · b5 белая пешка · d5 чёрный король · f5 белая пешка · d4 чёрная ладья · b3 белая пешка · c3 чёрный конь · d3 чёрный конь · f3 белая ладья · g3 белая пешка · e2 белая пешка · c1 чёрный ферзь · g1 чёрный слон · h1 белый слон | a8 белый король · f8 белый конь · f7 чёрная пешка · a6 белый конь · f6 белый ферзь · b5 белая пешка · d5 чёрный король · f5 белая пешка · d4 чёрная ладья · b3 белая пешка · c3 чёрный конь · d3 чёрный конь · f3 белая ладья · g3 белая пешка · e2 белая пешка · c1 чёрный ферзь · g1 чёрный слон · h1 белый слон | 1 |
|   | a | b | c | d | e | f | g | h |   |

Тематический ложный след:
1.Кd7? (угроза 2.Фc6#)

1...Л~ или 1...Кc~ 2.Л:d3#,

поэтому 1...Лe4! 2.Кc7# (2.Кb6+? С:b6!)

или 1...Кe4! 2.Кb6# (2.Кc7+? Ф:c7!),

но 1...Фh6!
Решение:

1.Кg6! (угроза 2.Фc6#)

1...Л~ или 1...Кc~ 2.Л:d3#,

1...Лe4 2.Фd8# (2.Кe7+? Л:e7!),

1...Кe4 2.Кe7# (2.Фd8+? Кd6!)

(1...Kb4/Ke5 2.Фе5#, 1...fg 2.Фе6#, 1...Kpe4 2.Л:d3#).
Уральская тема в двух фазах с переменой матов.

### Этюды
|   | a                                                                                       | b                                                                                       | c                                                                                       | d                                                                                       | e                                                                                       | f                                                                                       | g                                                                                       | h                                                                                       |   |
| - | --------------------------------------------------------------------------------------- | --------------------------------------------------------------------------------------- | --------------------------------------------------------------------------------------- | --------------------------------------------------------------------------------------- | --------------------------------------------------------------------------------------- | --------------------------------------------------------------------------------------- | --------------------------------------------------------------------------------------- | --------------------------------------------------------------------------------------- | - |
| 8 | f8 чёрный король · h7 белый король · c4 чёрная пешка · d3 белая ладья · b2 чёрная ладья | f8 чёрный король · h7 белый король · c4 чёрная пешка · d3 белая ладья · b2 чёрная ладья | f8 чёрный король · h7 белый король · c4 чёрная пешка · d3 белая ладья · b2 чёрная ладья | f8 чёрный король · h7 белый король · c4 чёрная пешка · d3 белая ладья · b2 чёрная ладья | f8 чёрный король · h7 белый король · c4 чёрная пешка · d3 белая ладья · b2 чёрная ладья | f8 чёрный король · h7 белый король · c4 чёрная пешка · d3 белая ладья · b2 чёрная ладья | f8 чёрный король · h7 белый король · c4 чёрная пешка · d3 белая ладья · b2 чёрная ладья | f8 чёрный король · h7 белый король · c4 чёрная пешка · d3 белая ладья · b2 чёрная ладья | 8 |
| 7 | f8 чёрный король · h7 белый король · c4 чёрная пешка · d3 белая ладья · b2 чёрная ладья | f8 чёрный король · h7 белый король · c4 чёрная пешка · d3 белая ладья · b2 чёрная ладья | f8 чёрный король · h7 белый король · c4 чёрная пешка · d3 белая ладья · b2 чёрная ладья | f8 чёрный король · h7 белый король · c4 чёрная пешка · d3 белая ладья · b2 чёрная ладья | f8 чёрный король · h7 белый король · c4 чёрная пешка · d3 белая ладья · b2 чёрная ладья | f8 чёрный король · h7 белый король · c4 чёрная пешка · d3 белая ладья · b2 чёрная ладья | f8 чёрный король · h7 белый король · c4 чёрная пешка · d3 белая ладья · b2 чёрная ладья | f8 чёрный король · h7 белый король · c4 чёрная пешка · d3 белая ладья · b2 чёрная ладья | 7 |
| 6 | f8 чёрный король · h7 белый король · c4 чёрная пешка · d3 белая ладья · b2 чёрная ладья | f8 чёрный король · h7 белый король · c4 чёрная пешка · d3 белая ладья · b2 чёрная ладья | f8 чёрный король · h7 белый король · c4 чёрная пешка · d3 белая ладья · b2 чёрная ладья | f8 чёрный король · h7 белый король · c4 чёрная пешка · d3 белая ладья · b2 чёрная ладья | f8 чёрный король · h7 белый король · c4 чёрная пешка · d3 белая ладья · b2 чёрная ладья | f8 чёрный король · h7 белый король · c4 чёрная пешка · d3 белая ладья · b2 чёрная ладья | f8 чёрный король · h7 белый король · c4 чёрная пешка · d3 белая ладья · b2 чёрная ладья | f8 чёрный король · h7 белый король · c4 чёрная пешка · d3 белая ладья · b2 чёрная ладья | 6 |
| 5 | f8 чёрный король · h7 белый король · c4 чёрная пешка · d3 белая ладья · b2 чёрная ладья | f8 чёрный король · h7 белый король · c4 чёрная пешка · d3 белая ладья · b2 чёрная ладья | f8 чёрный король · h7 белый король · c4 чёрная пешка · d3 белая ладья · b2 чёрная ладья | f8 чёрный король · h7 белый король · c4 чёрная пешка · d3 белая ладья · b2 чёрная ладья | f8 чёрный король · h7 белый король · c4 чёрная пешка · d3 белая ладья · b2 чёрная ладья | f8 чёрный король · h7 белый король · c4 чёрная пешка · d3 белая ладья · b2 чёрная ладья | f8 чёрный король · h7 белый король · c4 чёрная пешка · d3 белая ладья · b2 чёрная ладья | f8 чёрный король · h7 белый король · c4 чёрная пешка · d3 белая ладья · b2 чёрная ладья | 5 |
| 4 | f8 чёрный король · h7 белый король · c4 чёрная пешка · d3 белая ладья · b2 чёрная ладья | f8 чёрный король · h7 белый король · c4 чёрная пешка · d3 белая ладья · b2 чёрная ладья | f8 чёрный король · h7 белый король · c4 чёрная пешка · d3 белая ладья · b2 чёрная ладья | f8 чёрный король · h7 белый король · c4 чёрная пешка · d3 белая ладья · b2 чёрная ладья | f8 чёрный король · h7 белый король · c4 чёрная пешка · d3 белая ладья · b2 чёрная ладья | f8 чёрный король · h7 белый король · c4 чёрная пешка · d3 белая ладья · b2 чёрная ладья | f8 чёрный король · h7 белый король · c4 чёрная пешка · d3 белая ладья · b2 чёрная ладья | f8 чёрный король · h7 белый король · c4 чёрная пешка · d3 белая ладья · b2 чёрная ладья | 4 |
| 3 | f8 чёрный король · h7 белый король · c4 чёрная пешка · d3 белая ладья · b2 чёрная ладья | f8 чёрный король · h7 белый король · c4 чёрная пешка · d3 белая ладья · b2 чёрная ладья | f8 чёрный король · h7 белый король · c4 чёрная пешка · d3 белая ладья · b2 чёрная ладья | f8 чёрный король · h7 белый король · c4 чёрная пешка · d3 белая ладья · b2 чёрная ладья | f8 чёрный король · h7 белый король · c4 чёрная пешка · d3 белая ладья · b2 чёрная ладья | f8 чёрный король · h7 белый король · c4 чёрная пешка · d3 белая ладья · b2 чёрная ладья | f8 чёрный король · h7 белый король · c4 чёрная пешка · d3 белая ладья · b2 чёрная ладья | f8 чёрный король · h7 белый король · c4 чёрная пешка · d3 белая ладья · b2 чёрная ладья | 3 |
| 2 | f8 чёрный король · h7 белый король · c4 чёрная пешка · d3 белая ладья · b2 чёрная ладья | f8 чёрный король · h7 белый король · c4 чёрная пешка · d3 белая ладья · b2 чёрная ладья | f8 чёрный король · h7 белый король · c4 чёрная пешка · d3 белая ладья · b2 чёрная ладья | f8 чёрный король · h7 белый король · c4 чёрная пешка · d3 белая ладья · b2 чёрная ладья | f8 чёрный король · h7 белый король · c4 чёрная пешка · d3 белая ладья · b2 чёрная ладья | f8 чёрный король · h7 белый король · c4 чёрная пешка · d3 белая ладья · b2 чёрная ладья | f8 чёрный король · h7 белый король · c4 чёрная пешка · d3 белая ладья · b2 чёрная ладья | f8 чёрный король · h7 белый король · c4 чёрная пешка · d3 белая ладья · b2 чёрная ладья | 2 |
| 1 | f8 чёрный король · h7 белый король · c4 чёрная пешка · d3 белая ладья · b2 чёрная ладья | f8 чёрный король · h7 белый король · c4 чёрная пешка · d3 белая ладья · b2 чёрная ладья | f8 чёрный король · h7 белый король · c4 чёрная пешка · d3 белая ладья · b2 чёрная ладья | f8 чёрный король · h7 белый король · c4 чёрная пешка · d3 белая ладья · b2 чёрная ладья | f8 чёрный король · h7 белый король · c4 чёрная пешка · d3 белая ладья · b2 чёрная ладья | f8 чёрный король · h7 белый король · c4 чёрная пешка · d3 белая ладья · b2 чёрная ладья | f8 чёрный король · h7 белый король · c4 чёрная пешка · d3 белая ладья · b2 чёрная ладья | f8 чёрный король · h7 белый король · c4 чёрная пешка · d3 белая ладья · b2 чёрная ладья | 1 |
|   | a                                                                                       | b                                                                                       | c                                                                                       | d                                                                                       | e                                                                                       | f                                                                                       | g                                                                                       | h                                                                                       |   |

Последний из опубликованных этюдов Алексея Копнина.
1.Лd4! c3 2.Лс4 с2 3.Лc7! Лb7 (связка) 4.Крh8! Лb6

(4...Л:с7 пат, 4...Лb2 5.Kph7! Лb7 6.Kph8 — ничейный «маятник»)

5.Kph7!

(5.Лc8+? Kpf7 6.Лc7+ Kpg6 с выигрышем)

5...Лb7 6.Kph8 Лb1 7.Лc8+! Kpf7 8.Лc7+ Kpg6 9.Лc6+ Kpf7 10.Лc7+ Kpf8 11.Лc8+ с вечным шахом.

## Статьи
- К теории окончаний // Шахматы в СССР. — 1953. — № 6.
- И вновь «белые комбинации» // 64. — 1978. — 21-27 декабря.
- Попеременная блокада // EG (Лондон). — 1979. — № 58.
- Ладья и слоновая пешка против слона // Шахматный бюллетень. — 1988. — № 8.
- Неравный бой // Шахматисты России. — 1990. — № 3-7.
- Некоторые особенности борьбы в окончаниях: «ладья и конь против двух коней» // Интеллектуальные игры. — 1990. — № 6 (июнь).